# Movimento estudantil

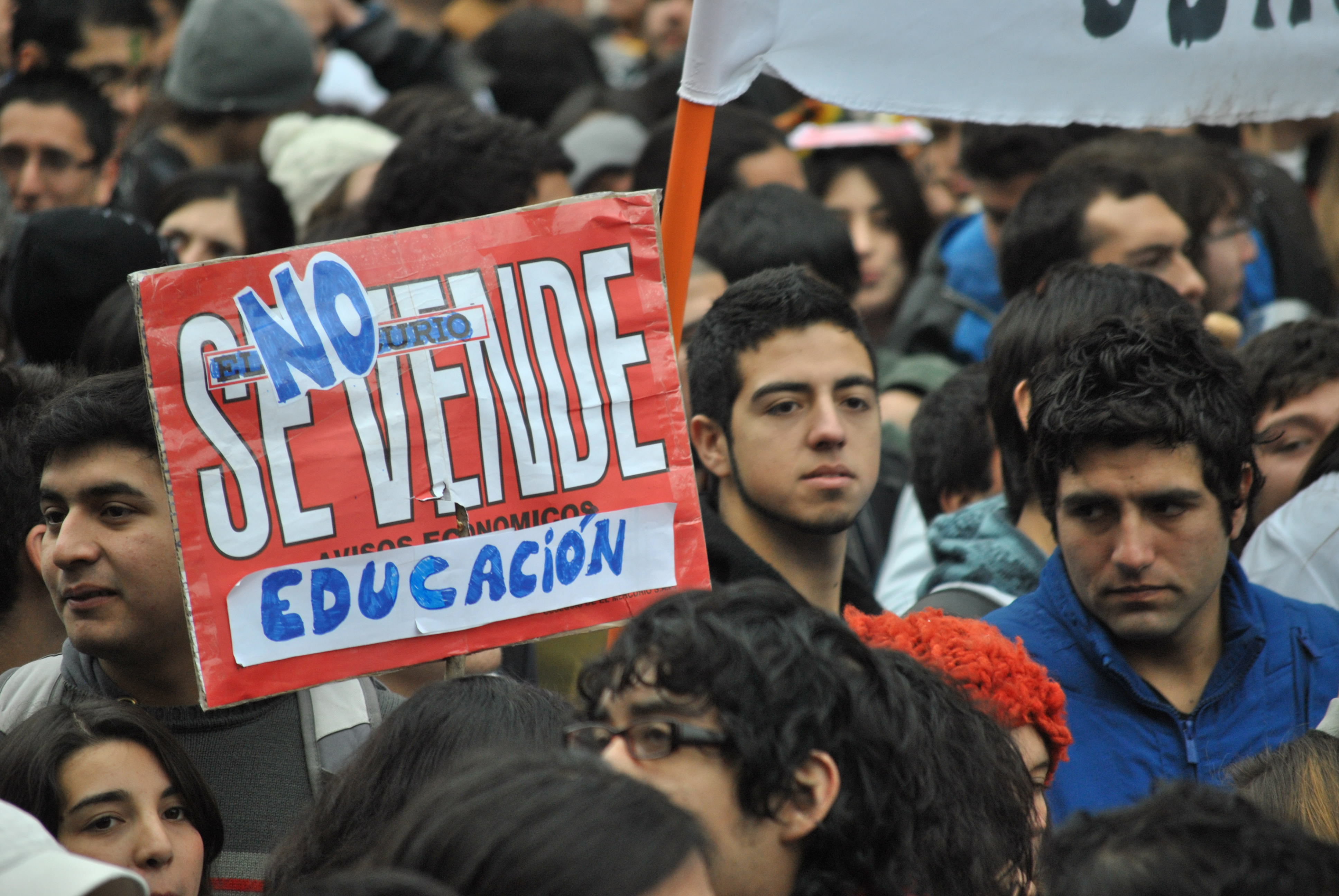
"A educação não se vende": questões sobre mensalidades, financiamento estudantil e a gratuidade da educação estão entre as principais bandeiras do movimento estudantil em vários países do mundo.

O movimento estudantil é um ativismo da área da educação no qual as pessoas são os próprios estudantes, com o objetivo de causar mudanças políticas, ambientais, econômicas ou sociais. Embora frequentemente se concentre nas lutas diretamente relacionadas a eles nas escolas e universidades, os movimentos de estudantes também têm papel em eventos políticos e sociais.

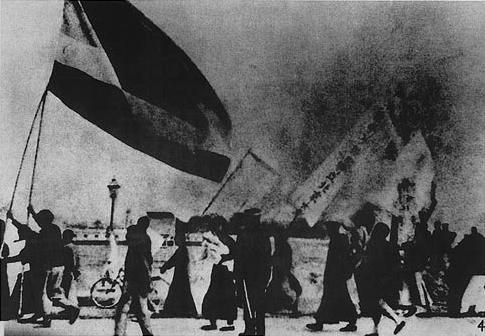
Estudantes chineses em Pequim protestam contra o Artigo 156 do Tratado de Versalhes em 1919 - os movimentos estudantis muitas vezes lutam por questões políticas e sociais.

Os movimentos estudantis modernos variam amplamente no assunto, tamanho e sucesso, com todos os tipos de alunos em todos os tipos de configurações educacionais participantes, incluindo estudantes de escolas públicas e privadas; alunos do ensino fundamental, médio, graduação e pós-graduação; e todas as etnias, origens socioeconômicas e perspectivas políticas. Alguns protestos de estudantes se concentram nos assuntos internos de uma instituição específica; outros se concentram em questões mais amplas, como uma guerra ou ditadura. Da mesma forma, alguns protestos de estudantes se concentram no impacto de uma instituição no mundo todo, como uma luta contra a política de educação do governo. Embora o movimento estudantil esteja comumente associado à política de esquerda, os movimentos escolares de direita também existem; e embates internos entre diferentes lados não são incomuns, como por exemplo, grandes movimentos estudantis lutaram em ambos os lados na questão do apartheid na África do Sul.
O movimento estudantil nas universidades é quase tão antigo quanto as próprias universidades. Estudantes em Paris e Bolonha fizeram grandes ações coletivas no início do século XIII, sobretudo em questões da comunidade universitária. Os protestos dos estudantes sobre questões políticas mais amplas também têm uma longa história. Por exemplo, na Coreia, durante a Dinastia Joseon, 150 estudantes da Sungkyunkwan protestaram contra o rei e suas ações ainda em 1519.

## Causas
Os primeiros movimentos estudantis registrados começaram na Europa e, em geral, podem ser divididos de acordo com sua causa em dois: aqueles que são inspirados pela melhoria das condições do corpo estudantil em geral, e que são legitimados na medida em que são a geração intelectual futura do sociedade em que são incubadas; e aquelas que respondem às condições de injustiça social que prevalecem no momento da ocorrência, justificando-se como um ato de justiça idealista.[carece de fontes?]
Do ponto de vista do establishment os movimentos dos estudantes são sempre atípicos e inesperados e cada um emerge e evolui de forma única, dificultando - se não impossibilitando - encontrar uma maneira eficaz e inteligente de combate-los. Em suma, o Movimento Estudantil, num sentido mais amplo, é uma força jovem, com um espírito libertário que luta por demandas sociais para fazer justiça e a equidade dos povos. Não defende as ideologias imperialistas, nem os regimes totalitários, só busca a melhoria social e política de uma nação.[carece de fontes?]

## Consequências
As reações às greves de estudantes variam desde a aceitação de muitos estudantes, que até forçaram as autoridades a criar ministérios e secretarias ou reformaram o sistema de participação do Estado na indústria ou na economia, de acordo com as propostas dos estudantes, indo até reações violentas contra eles, não sendo incomum mortes mesmo em manifestações públicas de natureza pacífica.
Os estudantes participaram ativamente de diversos momentos na história de várias nações, desde a Reforma Universitária na Argentina, a Revolução Socialista em Cuba , os eventos de Maio de 1968 na França, entre muitos outros. Os eventos do pós-guerra geraram uma maior reações dos estudantes contra a ordem política burguesa e o sistema corporativista, apesar de já terem movimentos desses temas antes disso. Durante os anos 1960 e 1970, o movimento estudantil manteve uma feroz oposição contra os governos, indo desde protestos até a resistência armada contra regimes ditatoriais. Os confrontos entre as forças do estado e os movimentos estudantis eram e ainda são frequentes.

## Movimento estudantil por país

### Alemanha

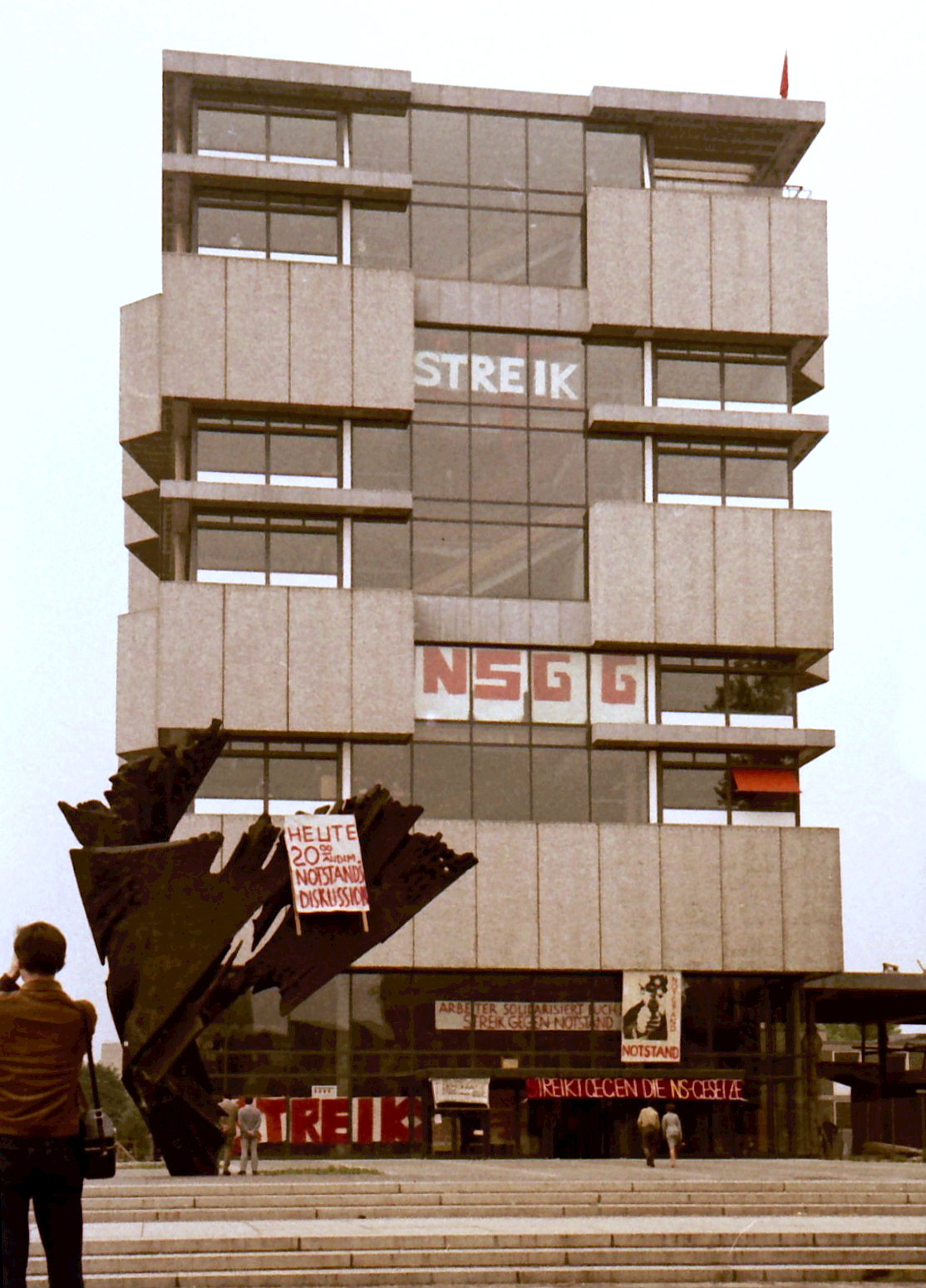
Protesto no prédio da Arquitetura da Universidade Técnica de Berlim contra as Leis de Emergência, em maio de 1968.

Na Alemanha e nos estados que a antecederam, o movimento estudantil sempre esteve ligado ao espírito da sua época, e tendo o país passado por diversos momentos e estando sob a influência de diversas ideologias, não foi diferente com seus estudantes.
Em 1815, em Jena, a Urburschenschaft foi fundada. Era um Studentenverbindung (espécie de clube estudantil, apesar do termo alemão ser bem amplo) que se concentrou em ideias nacionais e democráticas. Em 1817, inspirados em ideias liberais e patriotas de uma Alemanha unida, as organizações estudantis reuniram-se para o Festival de Wartburg no simbólico Castelo de Wartburg, em Eisenach, Turíngia, onde livros tidos como reacionários foram queimados.
Em 1819, o estudante Karl Ludwig Sand assassinou o escritor August von Kotzebue, que zombava das organizações de estudantes liberais. Karl era membro da Burschenschaft, uma espécie de continuação da Urburschenschaft original.
Em maio de 1832, o Festival de Hambach foi celebrado no Castelo de Hambach, perto de Neustadt an der Weinstrasse, com cerca de trinta mil participantes, entre eles muitos estudantes. Esse evento, juntamente com o Frankfurter Wachensturm, em 1833, que planejava libertar estudantes detidos na prisão em Frankfurt, e o panfleto revolucionário de Georg Büchner, Der Hessische Landbote, foram fatores que levaram às Revoluções de 1848 nos Estados alemães.
Após a derrota alemã na Primeira Guerra Mundial, uma organização de estudantes foi formada, a Deutsche Studentenschaft (DSt, "União dos Estudantes Alemães"), entretanto, ela acabou dominada pelo braço estudantil nazi, a Nationalsozialistischer Deutscher Studentenbund (NSDStB, "Liga dos Estudantes Alemães Nacional-Socialistas") a partir de 1931. Entre outros acontecimentos, destaca-se a infame queima dos livros, realizada pelas duas entidades e também por uma terceira, a Allgemeiner Studierendenausschuss (AsTA), todas atuando sobre influência nazista.
Passada a Segunda Guerra Mundial, na década de 1960, o crescimento mundial do radicalismo estudantil e juvenil se manifestou através do movimento estudantil alemão e organizações como a Sozialistischer Deutscher Studentenbund ("União dos Estudantes Socialistas Alemães")  O movimento na Alemanha compartilhou muitas preocupações de grupos similares em outros lugares, como a democratização da sociedade e a oposição à Guerra do Vietnã , mas também enfatizou questões mais específicas a nível nacional, como a forma de lidar com o passado nazista e a oposição aos Deutsche Notstandsgesetze, as leis de emergência extraordinárias que poderia se voltar contra os protestos estudantis.

### Argentina

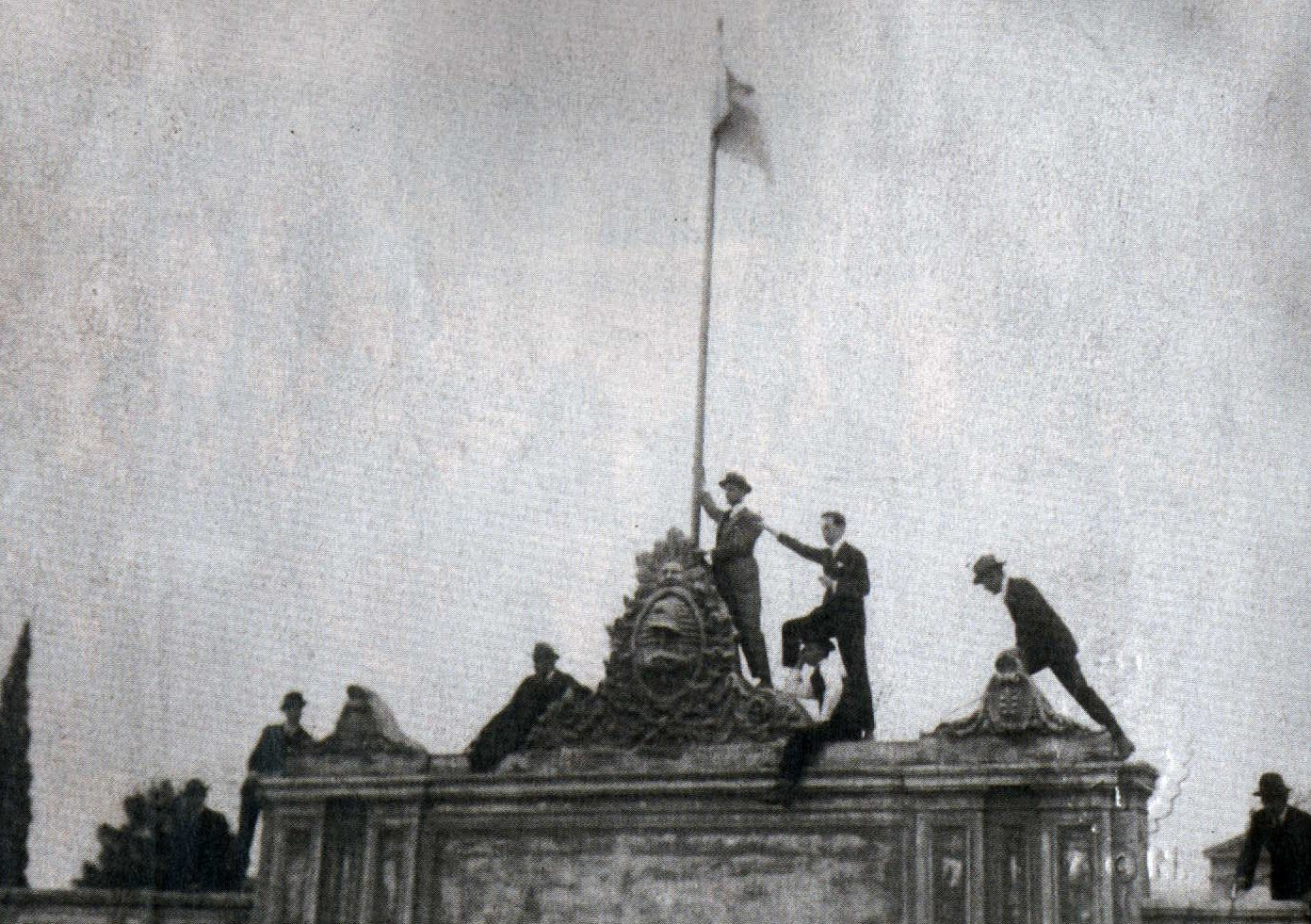
Estudantes hasteiam a bandeira argentina sobre a Universidade Nacional de Córdoba após toma-la durante a Reforma Universitária de 1918.

Na Argentina, como em outros países latino-americanos, o movimento estudantil remonta ao século XIX, mas só a partir de 1900 que se tornou uma força política importante. Em 1918, o ativismo dos estudantes desencadeou uma modernização geral das universidades, especialmente tendendo a democratização: foi a Reforma Universitária. Iniciada em Córdoba, os eventos desencadearam revoltas semelhantes em todo o país e por todo o continente, sendo um dos movimentos estudantis mais conhecidos até hoje.

### Austrália
Os estudantes australianos têm uma longa história de atuação nos debates políticos, especialmente nas novas universidades que foram estabelecidas em áreas suburbanas. Durante grande parte do século XX, o principal grupo organizador de campus em toda a Austrália foi a Australian Union of Students ("União Australiana dos Estudantes"), fundado em 1937 como Union of Australian University Students, tendo sido mantido até 1984. Foi substituído pelo National Union of Students ("União Nacional dos Estudantes") em 1987.

### Bangladesh
O movimento estudantil de Bangladesh é conflituoso e violento.  As organizações estudantis atuam como braços milicianos dos partidos políticos de que fazem parte. Ao longo dos anos, confrontos políticos e conflitos entre facções em instituições educacionais mataram muitos, dificultando seriamente a vida acadêmica. As aulas e os semestres são interrompidos, prejudicando os alunos.
As divisões estudantis dos partidos dominantes dominam os campi e os dormitórios através do crime e da violência e desfrutam vários privilégios não autorizadas. Eles controlam os dormitórios para favorecer alunos leais e membros do partido. É comum a extorsão e a chantagem de professores e alunos por esses grupos.

### Brasil

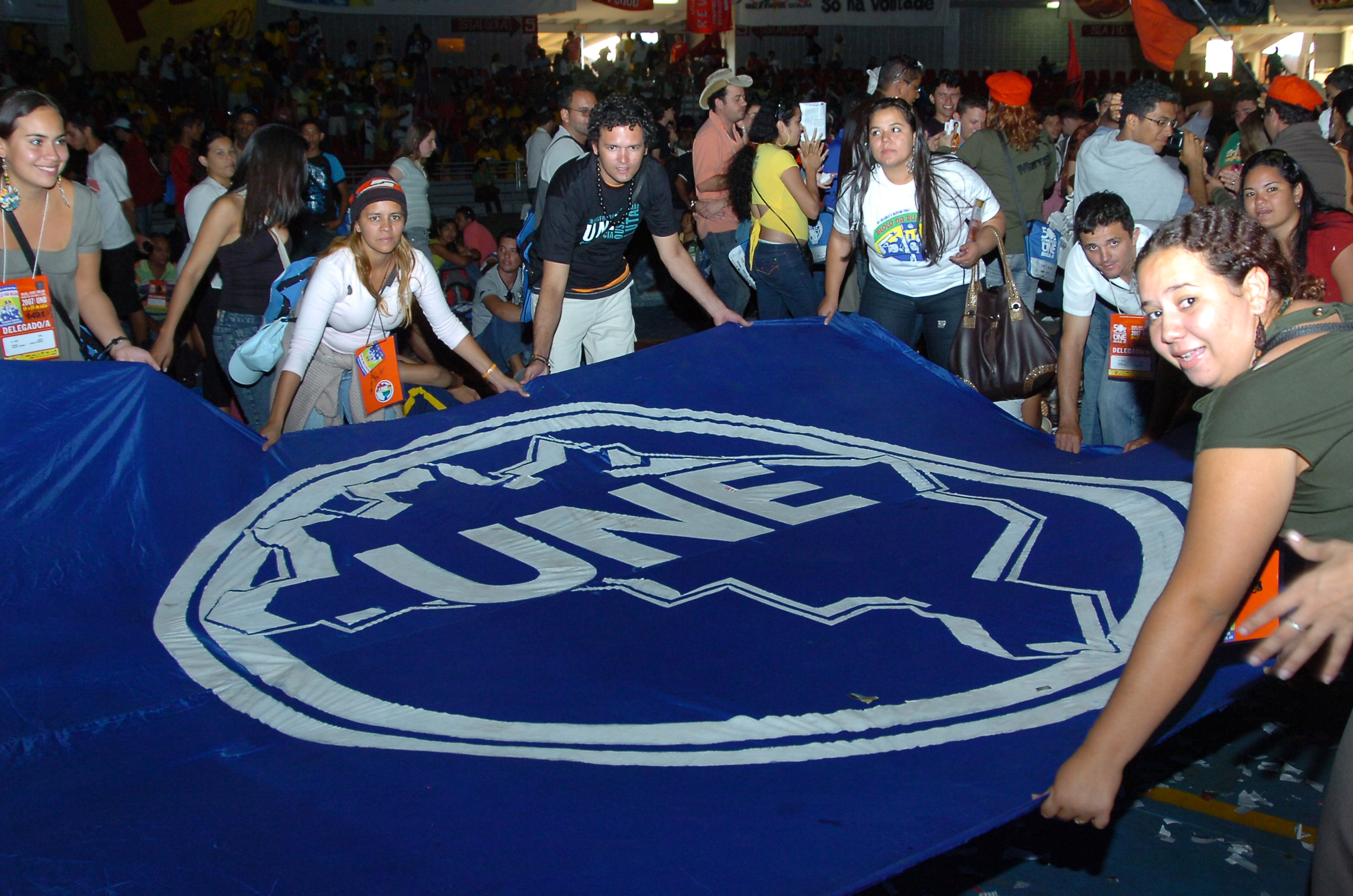
A criação da UNE, em 1937, é considerada um divisor de águas no movimento estudantil brasileiro.

O Movimento Estudantil no Brasil data ainda do período imperial, quando os estudantes, recém-chegados da Europa e com conhecimento trazido de lá, intervinham em assuntos locais. Já no período republicano, em 1901 foi criada a Federação dos Estudantes Brasileiros, considerada a primeira entidade estudantil nacional, mas que não durou muito. Em 1910 foi realizado o I Congresso Nacional de Estudantes, em São Paulo.

O movimento estudantil começa a se reforçar a partir da década de 1930, após o Golpe de 1930. Em 1932, estudantes paulistas protestam contra o regime de Getúlio Vargas junto da população, e a repressão a esses protestos acaba matando quatro deles, Martins, Miragaia, Dráusio e Camargo, cujos nomes formariam a sigla M.M.D.C e cujas mortes desencadeiam a Revolução Constitucionalista de 1932. Entidades como a Juventude Comunista, a Juventude Integralista, a União Democrática Estudantil, a Federação Vermelha dos Estudantes e a Frente Democrática da Mocidade surgem nessa década.

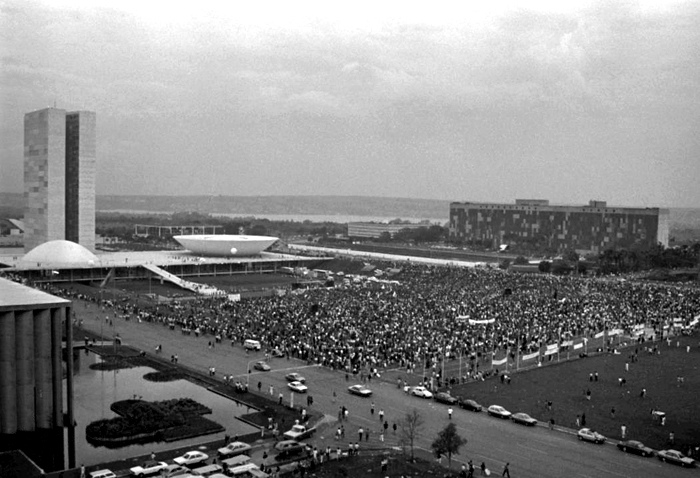
Protestos em Brasília contra o presidente Collor, em 1992.

Logo, a demanda por uma entidade única que representasse os estudantes surge, e 1937, surge a União Nacional dos Estudantes, a UNE. Essa entidade mudou de vez a dinâmica do movimento estudantil brasileiro, tornou esse um dos movimentos sociais de maior expressão no país. Inicialmente favorável aos governos, a UNE trabalha nos primeiros anos para se consolidar. Com o final da Segunda Guerra Mundial, a dualidade da Guerra Fria se reflete na entidade - apesar de que quase sempre tendeu a esquerda.
A UNE participa tanto de campanhas a favor das políticas governamentais, como “O petróleo é nosso”, quanto criticando, como na questão da supressão do PCB. Em 1948, surge a equivalente da UNE para os secundaristas brasileiros, a UBES.
Porém, em 1949, a ala de direita da UNE se organiza e no ano seguinte, vence as eleições, com o apoio da Presidência da República que preferia uma UNE que não fosse de encontro às decisões de seu governo. A nova administração muda as bandeiras de luta, mas também buscou melhorias de ensino e a aproximação das entidades de base, como os DCEs e os Centros Acadêmicos. Essa gestão permaneceu no poder até 1955. Já nos anos 1960, a articulação da UNE tinha como principal ponto de manifesto era a necessidade de uma reforma universitária, que propunha o aumento da autonomia dos universitários nas decisões dentro dos campus das universidades brasileiras.
Assim que os militares tomam o poder em 1964, um dos primeiros alvos foi a UNE, com sua sede sendo saqueada e incendiada e a entidade tornada ilegal. Manifestações como a passeata dos calouros da UFMG foram violentamente reprimidas, assim como a greve geral dos estudantes e outros eventos relacionados.
Em 1968, a insatisfação dos estudantes com o novo regime atinge seu ápice. Acontecem nesse ano grandes protestos como a Passeata dos Cem Mil, muitos dos quais violentamente reprimidos, e conflitos como a Batalha da Maria Antônia, uma disputa ideológica entre alunos da USP e da Mackenzie que se tornou uma batalha real e resultou em uma morte. Após o AI-5, no final daquele ano, ficou cada vez mais impossível a atuação estudantil brasileira, com as prisões, tortura e mortes se tornando cada vez mais comuns e muitos começaram a aderir à luta armada como forma de lutar pela volta da democracia no país.
A partir de 1974 o movimento estudantil começa sua reconstrução. O primeiro DCE Livre foi criado em São Paulo, significando que "este não estava subordinado à universidade como as entidades consideradas 'legais'". Com a liberação da organização estudantil pela legislação, em 1985 a UNE retorna da clandestinidade e participa das Diretas Já, além de começar a auxiliar na criação de centros e diretórios acadêmicos e grêmios estudantis nas instituições de ensino. Após a redemocratização, várias entidades estudantis, como Centros Acadêmicos que haviam sido tornados ilegais, retornam, e entidades novas, especialmente as de área, focadas nas demandas de um curso específico, surgem.
Em 1992, os estudantes voltam a demonstrar força com o movimento dos caras-pintadas, que resultou no impeachment do presidente Fernando Collor de Mello, acusado de corrupção. Em 2002, com a vitória de Lula nas eleições, a UNE conseguiu alcançar algumas demandas. Entretanto, o fato do governo não estar mais do lado oposto passa a gerar criticas internas a entidade, que passou a apontar a UNE como tendenciosa, apoiando demandas afastadas da realidade estudantil. Novas entidades surgem como contraponto a UNE, tanto a esquerda quanto a direita, e ações como a exclusividade para emitir as carteirinhas estudantis - apontada por críticos como a venda de um direito dos estudantes, visto que precisa ser paga e é o único documento que garante a meia-entrada - acabaram fazendo a imagem da entidade se deteriorar.

Os estudantes, com vários outros grupos sociais, estiveram presentes nas manifestações de junho de 2013, que geraram como efeito colateral o retorno dos grandes protestos de rua que levaria, no futuro, a queda da presidente Dilma Rousseff. Considerada pela maior parte das entidades estudantis como um golpe branco, a oposição estudantil ao novo e impopular presidente, Michel Temer, cresceu rapidamente, com a UNE e outras entidades voltando suas forças contra suas políticas, e posteriormente, também as de seu sucessor no cargo, Jair Bolsonaro. Ações do governo como o contingenciamento de recursos da educação geraram grandes protestos em 2019.

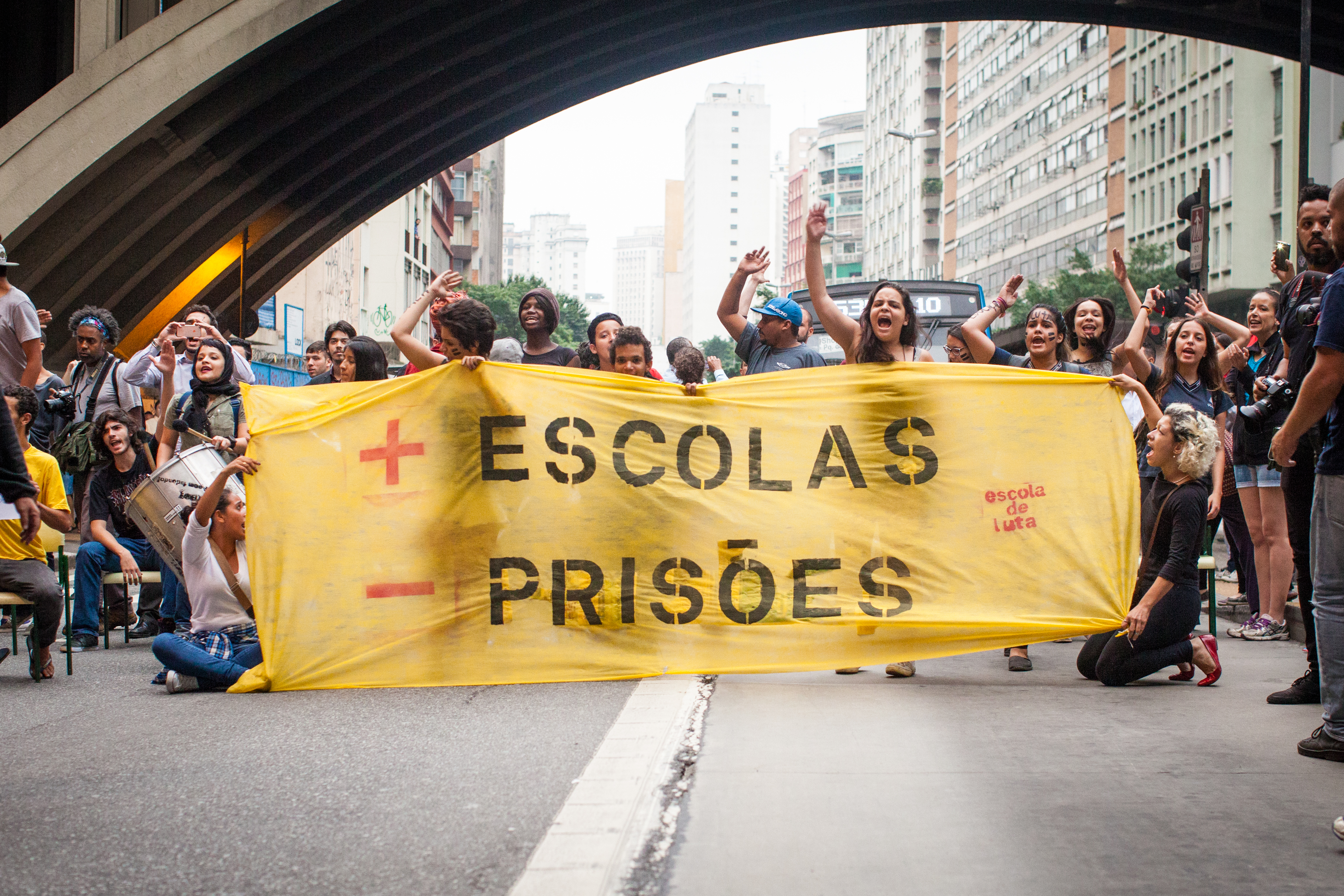
Protestos secundaristas contra a reforma educacional do governo paulista em 2015.

Alguns movimentos recentes de protagonismo estudantil chamaram a atenção, como os protestos secundaristas de 2015 em São Paulo e as ocupações de 2016. O primeiro movimento surge quase que espontaneamente, tendo como objetivo protestar contra a reorganização do ensino público paulista, proposta pelo governador Geraldo Alckmin e pelo então secretário de estado da educação, Herman Voorwald. A mobilização de 2015 terminou com 213 escolas ocupadas, na demissão do secretário e na suspensão do plano, além de uma queda de popularidade sem precedentes para o governador. Já as ocupações de 2016 foram um movimento mais coordenado, inspirado nas ocupações do ano anterior, contra diversas ações governamentais de cada estado, além da luta contra a PEC 241. Enquanto a mobilização de 2015, voltada as escolas estaduais paulistas, atingiu suas metas, a de 2016, que teve maior abrangência chegando a mais estados e também a universidades, teve menos sucesso, mas serviu para demonstrar que o movimento estudantil brasileiro ainda tem força. Outros protestos contra o governo seguiram nos anos seguintes, como 2019 e 2022, especialmente contra cortes de recursos educacionais.

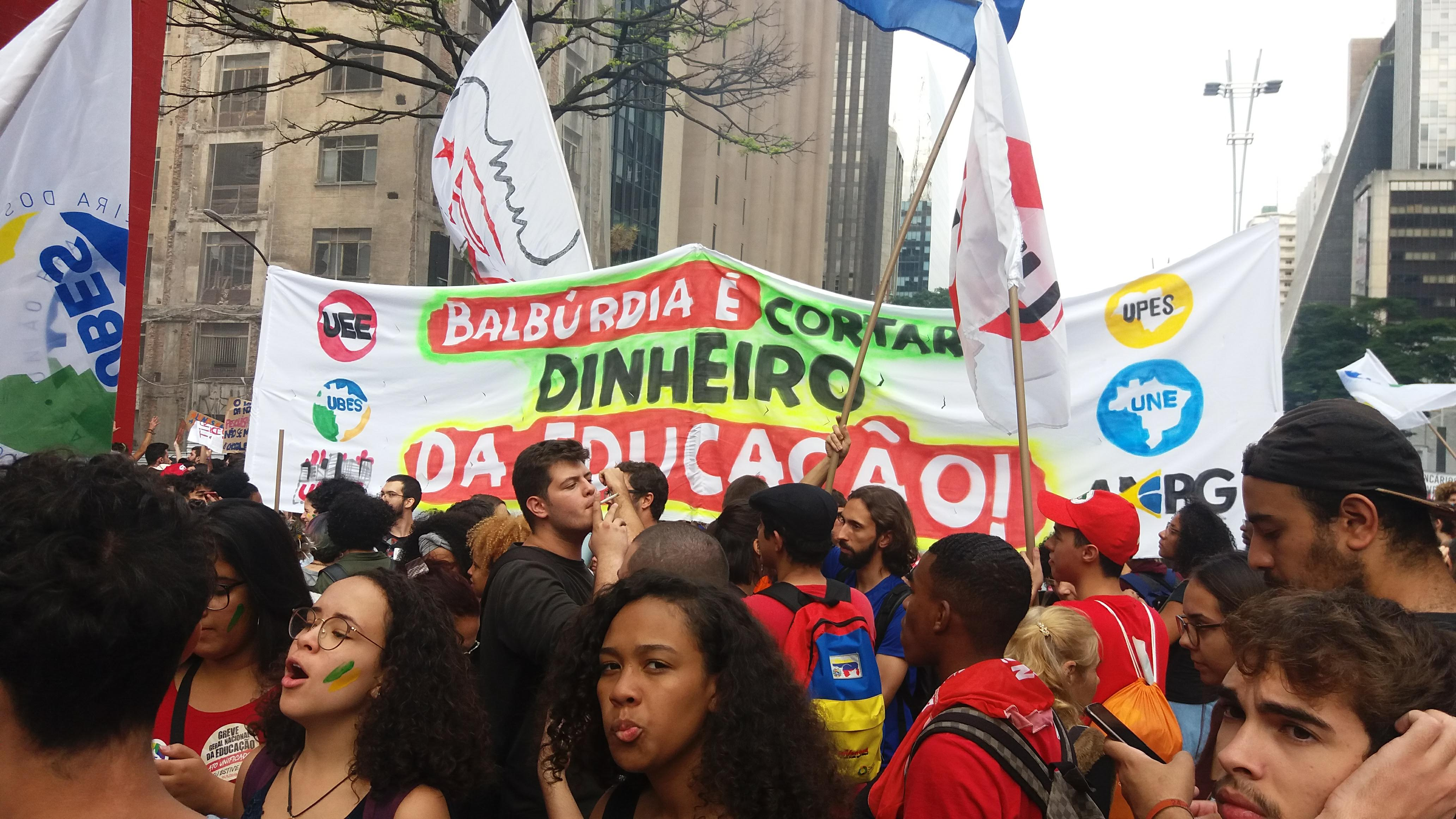
Protestos em São Paulo contra o contingenciamento de recursos na educação do governo Jair Bolsonaro.

Atualmente, no Brasil, as principais organizações são a União Nacional dos Estudantes, a União Brasileira dos Estudantes Secundaristas e a Associação Nacional de Pós-graduandos, além das entidades de área, como a Direção Executiva Nacional dos Estudantes de Medicina, a Federação dos Estudantes de Agronomia, a Federação Nacional de Estudantes de Arquitetura e Urbanismo e a Federação Nacional de Estudantes de Direito.

### Canadá

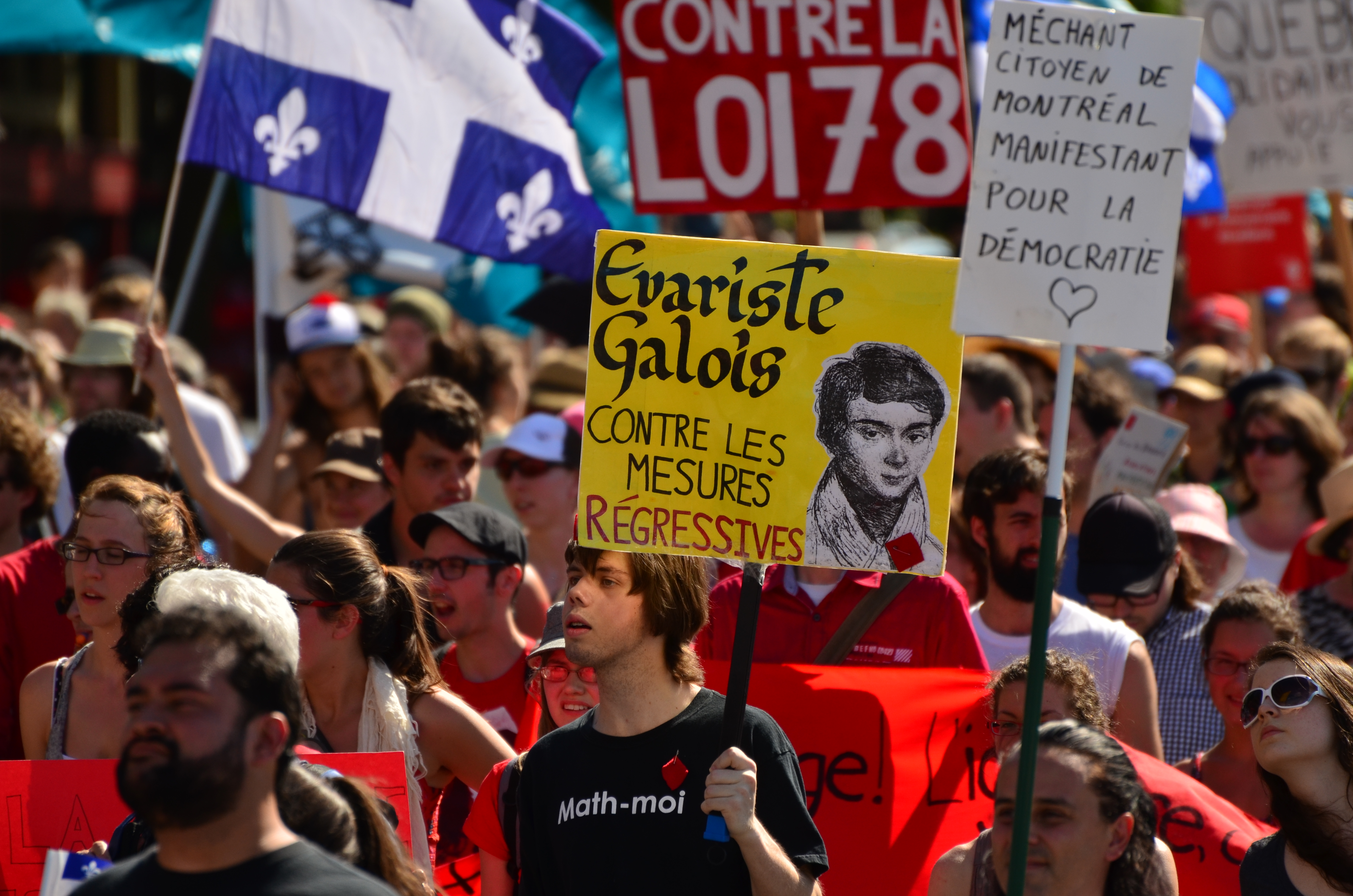
Manifestação estudantil no Quebec, em 2012.

No Canadá, as organizações estudantis de esquerda do final da década de 1950 e 1960 tornaram-se principalmente duas: SUPA (Student Union for Peace Action) e CYC (Company of Young Canadians).
O SUPA surgiu da CUCND (Combined Universities Campaign for Nuclear Disarmament, "Campanha de Universidades Combinadas para o Desarmamento Nuclear") em dezembro de 1964, em uma conferência da Universidade da Saskatchewan. Enquanto o CUCND se concentrou em protestos de rua, a SUPA procurava mudar a sociedade canadense como um todo. Seus objetivos expandiram-se para a política de base em comunidades desfavorecidas e "conscientização" para radicalizar e conscientizar o "hiato de geração" experimentado pela juventude canadense. A SUPA era uma organização descentralizada, enraizada em campus universitários locais. Ela acabou se desintegrando no final de 1967 em debates sobre o papel da classe trabalhadora e da velha esquerda, e seus membros se mudaram para o CYC ou se tornaram líderes ativos no CUS (Canadian Union of Students, a União Canadense dos Estudantes), levando o CUS a assumir a liderança do movimento estudantil canadense.
Em 1968, a SDU (Estudantes para uma Universidade Democrática) foi formada nas universidades de McGill e Simon Fraser, e absorveu membros de clubes liberais e dos Jovens Socialistas. A SDU terminou após o fracasso de uma greve estudantil liderada por ela em 1969. Alguns membros se juntaram ao IWW e ao Yippies (Partido Internacional da Juventude). Outros membros ajudaram a formar a Frente de Libertação de Vancouver em 1970. Já a Front de libération du Québec (FLQ; "Frente de Libertação de Quebec") foi considerada uma organização terrorista, desencadeando o único uso da Lei de Medidas de Guerra do Canadá em tempos de paz após 95 atentados na Crise de Outubro.
O Anti-Bullying Day, também chamado Pink Shirt Day, foi criado em 2007 pelos estudantes do ensino médio David Shepherd, e Travis Price de Berwick, e passsou a ser comemorado anualmente em todo o país e até fora dele.
Em 2012, o movimento estudantil no Quebec ressurgiu devido a um aumento de mensalidades de 75% que levou estudantes as ruas porque esse aumento não permitia que os estudantes ampliassem sua educação por medo de não ter dinheiro para paga-las. Após a Bill 78, uma lei que restringia os protestos em 22 de maio houve a marcha denominada "O maior ato de desobediência civil na história do Canadá", com entre 100.000 e 400.000 manifestantes no centro de Montreal. Após as eleições, o primeiro-ministro do Quebec Jean Charest prometeu cancelar o aumento das mensalidade, entre outras medidas.

### Chile

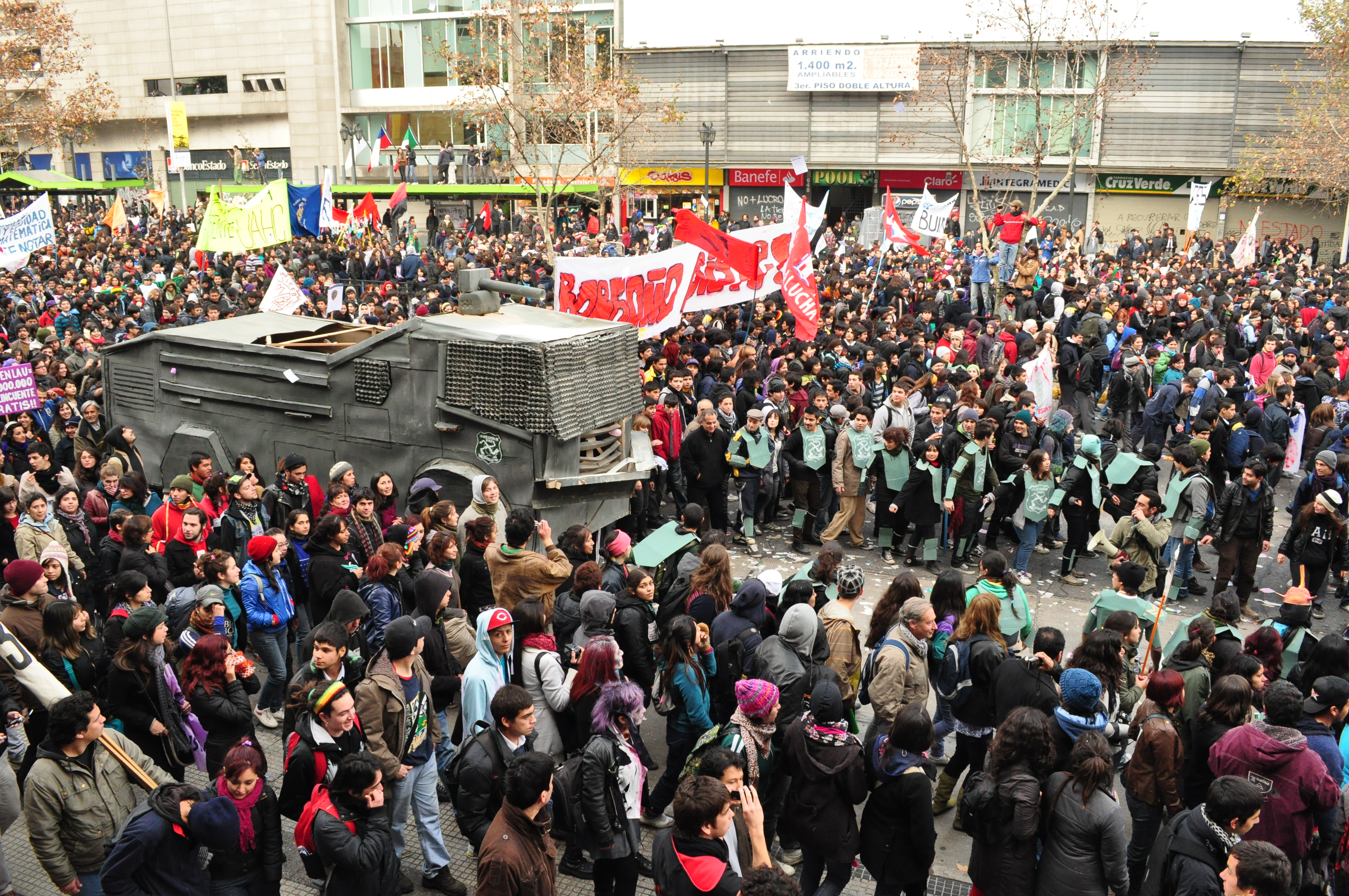
Estudantes protestam no Chile em 2011.

Após já ter experimentado a chamada "Revolução dos Pinguins", uma onda de grandes protestos estudantis organizados pelos secundaristas em 2006, entre 2011 e 2012 o Chile foi impulsionado por uma nova série de protestos nacionais dirigidos por estudantes em todo o Chile, exigindo um novo quadro para a educação no país, incluindo uma participação estatal mais direta no ensino secundário e o fim da existência de lucro no ensino superior. As demandas de 2006 e 2011 eram parecidas, mas em 2011 estudantes de todo o sistema educacional chileno participaram ativamente.

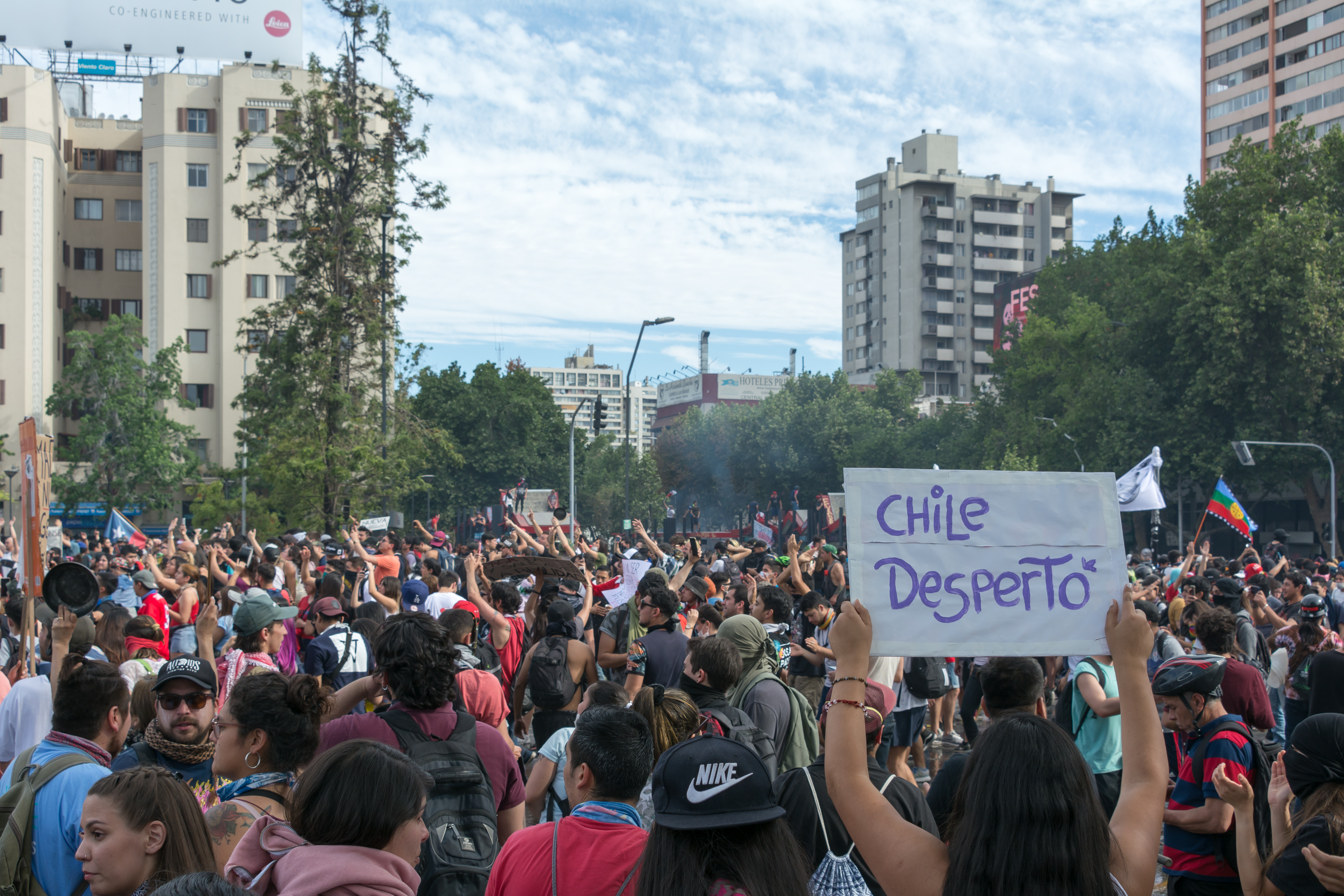
Os protestos iniciados por estudantes em 2019 se intensificaram rapidamente, se tornando grandes manifestações contra o governo e o modelo socioeconômico chileno.

Atualmente no Chile, apenas 45% dos estudantes do ensino médio estudam em escolas públicas tradicionais e a maioria das universidades também são privadas. Não foram construídas novas universidades públicas desde o fim da transição chilena para a democracia em 1990, embora o número de estudantes universitários tenha aumentado. Além das exigências específicas em relação à educação, os protestos refletiram um "profundo descontentamento" entre algumas partes da sociedade com o alto nível de desigualdade do Chile. Os protestos incluíram marchas maciças não violentas, mas também uma quantidade considerável de violência por uma parte dos manifestantes e de policiais.
A primeira resposta clara do governo aos protestos foi uma proposta para um novo fundo de educação e a substituição do Ministro da Educação Joaquín Lavín. Outras propostas governamentais também foram rejeitadas. Recentemente, uma dos pedidos dos manifestantes - o fim das mensalidades no ensino superior - foi atendido.
Em 2019, o Chile foi mais uma vez cenário de grandes protestos contra o governo. O início partiu de uma iniciativa estudantil no dia 7 de outubro, quando estudantes do ensino médio fizeram um protesto coordenado no metrô de Santiago contra o aumento das passagens do transporte coletivo. O protesto seguiu e aumentou durante a semana seguinte, e os conflitos que surgiram entre estudantes e policiais intensificaram ainda mais o descontentamento popular, transformando o protesto inicial em grandes e duradouras manifestações contra o governo chileno e o modelo socioeconômico do país.
As consequências dos protestos abalaram o governo de direita de Sebastián Piñera, que se viu forçado a atender várias das exigências do povo, indo desde a revisão do preço da passagem, que originou o protesto estudantil inicial, até a realização de um plebiscito nacional para a criação de uma nova constituição. Outra consequência foi na eleição do sucessor de Piñera na presidência, onde um ex-líder estudantil, Gabriel Boric, de esquerda, acabou sendo eleito. Ele fez parte do movimento estudantil e foi uma das lideranças dos protestos de 2011 e 2012, quando se tornou conhecido nacionalmente.

### China

Protagonista de uma das fotos mais conhecidas do século XX, "o homem dos tanques", cujo paradeiro é desconhecido, era provavelmente um estudante.

Desde a derrota da Dinastia Qing nas Guerras do Ópio, o movimento estudantil tem desempenhado um papel significativo na recente história chinesa. Alimentado principalmente pelo nacionalismo, o movimento estudantil chinês acredita que os jovens são responsáveis pelo futuro do país, e esta forte crença nacionalista conseguiu se manifestar em várias formas, como a democracia, o antiamericanismo e o comunismo.
Um dos atos mais importantes do movimento estudantil na história chinesa é o Movimento Quarto de Maio, em 1919, onde mais de 3.000 alunos da Universidade de Pequim e outras escolas realizaram uma manifestação na Praça da Paz Celestial.  É considerado um passo essencial da revolução democrática na China e também na origem do comunismo chinês.  Os movimentos de antiamericanismo liderados pelos estudantes durante a Guerra Civil Chinesa também contribuíram para desacreditar o governo do Partido Nacionalista Chinês (KMT) e levar a vitória comunista na China. Em 1989, o movimento democrático liderado pelos estudantes nos protestos em Pequim terminou em uma brutal repressão do governo que mais tarde seria chamado de Massacre da Praça da Paz Celestial.

### Estados Unidos
Nos Estados Unidos, o movimento estudantil é muitas vezes entendido como uma forma de ativismo juvenil que luta pela mudança no sistema educacional americano, direitos civis, aplicação da lei, controle de armas nucleares, entre outras questões. O movimento estudantil nos Estados Unidos data do início da educação pública, se não antes disso.
Os primeiros movimentos bem documentados, são de um ativismo direcionado de ocorreram nos campi de faculdade historicamente negras como a Fisk e a Howard na década de 1920. Na Fisk, as preocupações dos alunos com as regras disciplinares destinadas a minar a identidade negra se uniram às demandas de demissão do presidente Fayette Avery McKenzie. Inspirados por um discurso de W.E.B. Du Bois, que era egresso da Fisk, os alunos ignoraram o toque de recolher das 22h para protestar, e organizaram sucessivos protestos. Depois que um comitê formado para investigar os protestos concluiu negativamente sobre as habilidades de McKenzie e o tratamento das agitações, ele renunciou em 16 de abril de 1925. Os eventos em Fisk tiveram grandes repercussões, como estudantes negros em outros lugares começaram a questionar o status repressivo das "universidades negras" do pós-guerra.
A onda seguinte de movimentação dos estudantes foi estimulada pelas Grande Depressão da década de 1930. O American Youth Congress ("Congresso Americano da Juventude") foi uma organização criada por estudantes em Washington, que pressionou o Congresso dos Estados Unidos contra a guerra e a discriminação racial e para os programas para jovens. Foi fortemente apoiado pela primeira-dama Eleanor Roosevelt.

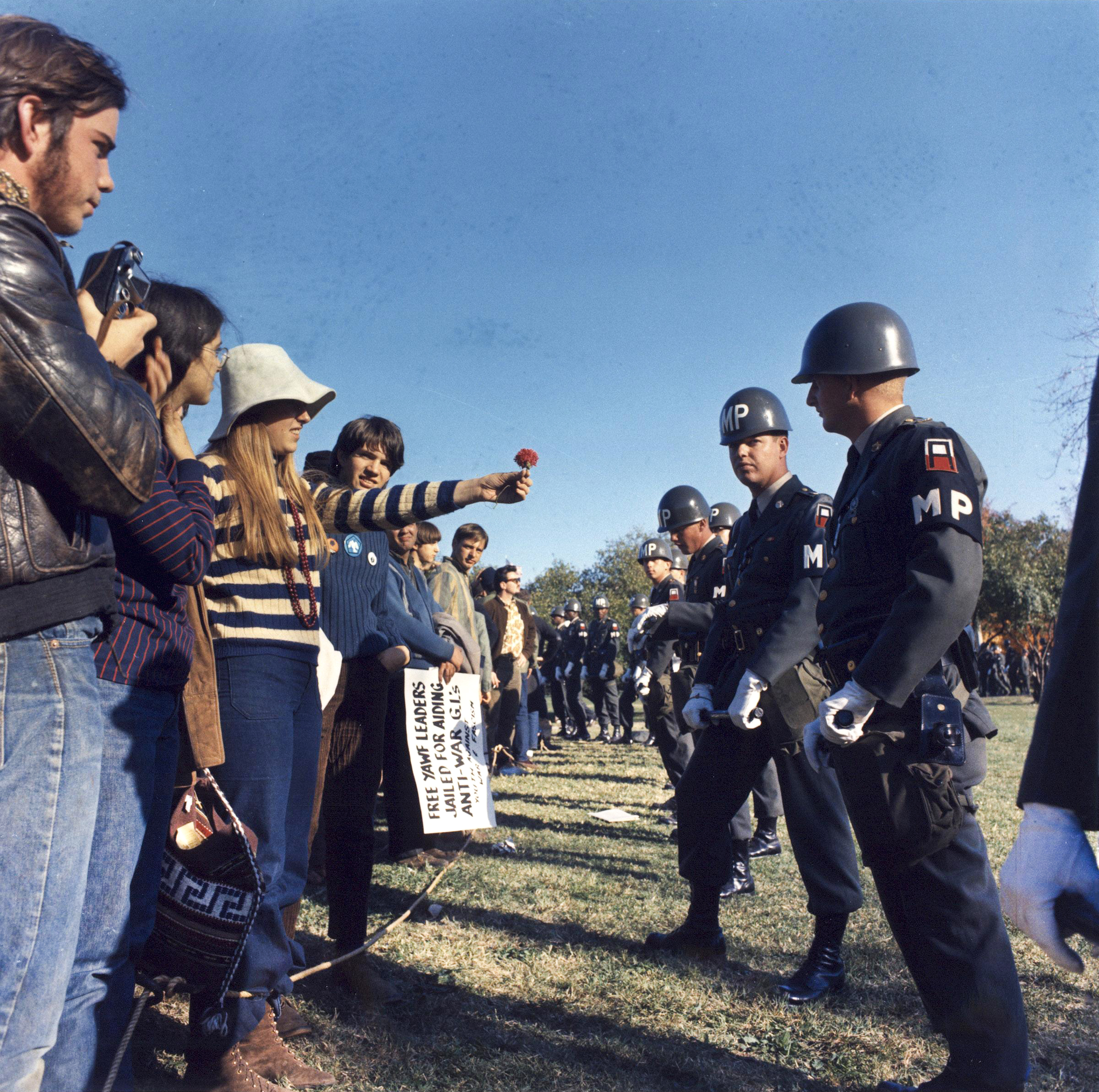
Ativista entrega uma flor a um policial durante um protesto contra a Guerra do Vietnã, em Washington, no ano de 1967.

A era da contracultura da década de 1960 e início da década de 1970 viu várias ondas de ativistas estudantis ganhar crescente proeminência política na sociedade americana.  Os alunos formaram movimentos sociais que os levaram da resistência à libertação. Um grupo estudantil nacional importante inicial foi a Student's Peace Union, criada em 1959. Outro destaque deste período foi o Students for a Democratic Society (SDS), lançado em Ann Arbor, Michigan, que era uma organização dirigida por estudantes que focado nas escolas como um agente social que simultaneamente oprime e potencialmente eleva a sociedade. Eventualmente, o Weather Underground surgiu do SDS. Outro grupo de sucesso foi o Ann Arbor Youth Liberation, cujos estudantes pediam o fim da educação liderada pelo estado. Também foram notáveis o Student Nonviolent Coordinating Committee e o Atlanta Student Movement, grupos predominantemente afro-americanos que lutaram contra o racismo e a pela integração de escolas públicas em todo o país.

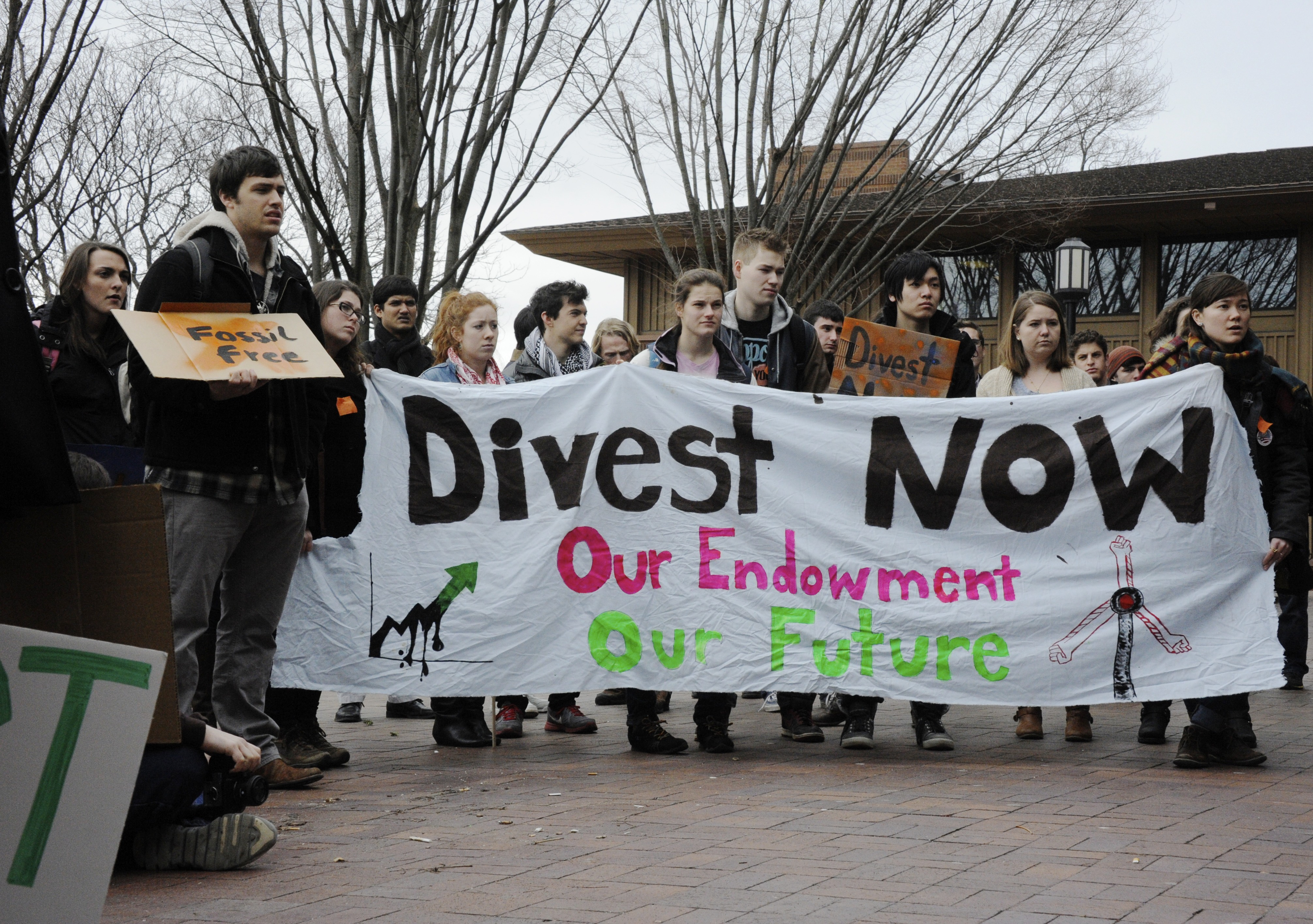
Protesto pelo desinvestimento em combustíveis fósseis na Universidade Tufts, em Medford, Massachusetts.

A mais longa greve estudantil na história dos EUA começou em 6 de novembro de 1968 e durou até 21 de março de 1969, no Colégio Estadual de San Francisco, para aumentar a conscientização sobre o acesso dos estudantes do terceiro mundo ao ensino superior. Já a maior greve em participação estudantil ocorreu em maio e junho de 1970, em resposta aos tiroteios do estado de Kent e à invasão americana do Camboja. Mais de quatro milhões de alunos participaram.
A sociedade americana viu um aumento no movimento estudantil novamente na década de 1990. O movimento de reforma da educação popular levou a um ressurgimento do ativismo populista estudantil contra testes e ensaios padronizados, bem como questões mais complexas, incluindo reformas no sistema prisional, na indústria e no militarismo, como a influência das forças armadas e corporações na educação, e lutas pela democracia nas decisões institucionais e pelos financiamentos estudantis, questões que seguem como pauta até hoje. Notavelmente, as universidades participaram do movimento de Desinvestimento na África do Sul, pressionando pelo fim do Apartheid, após a organização e o movimento dos estudantes.

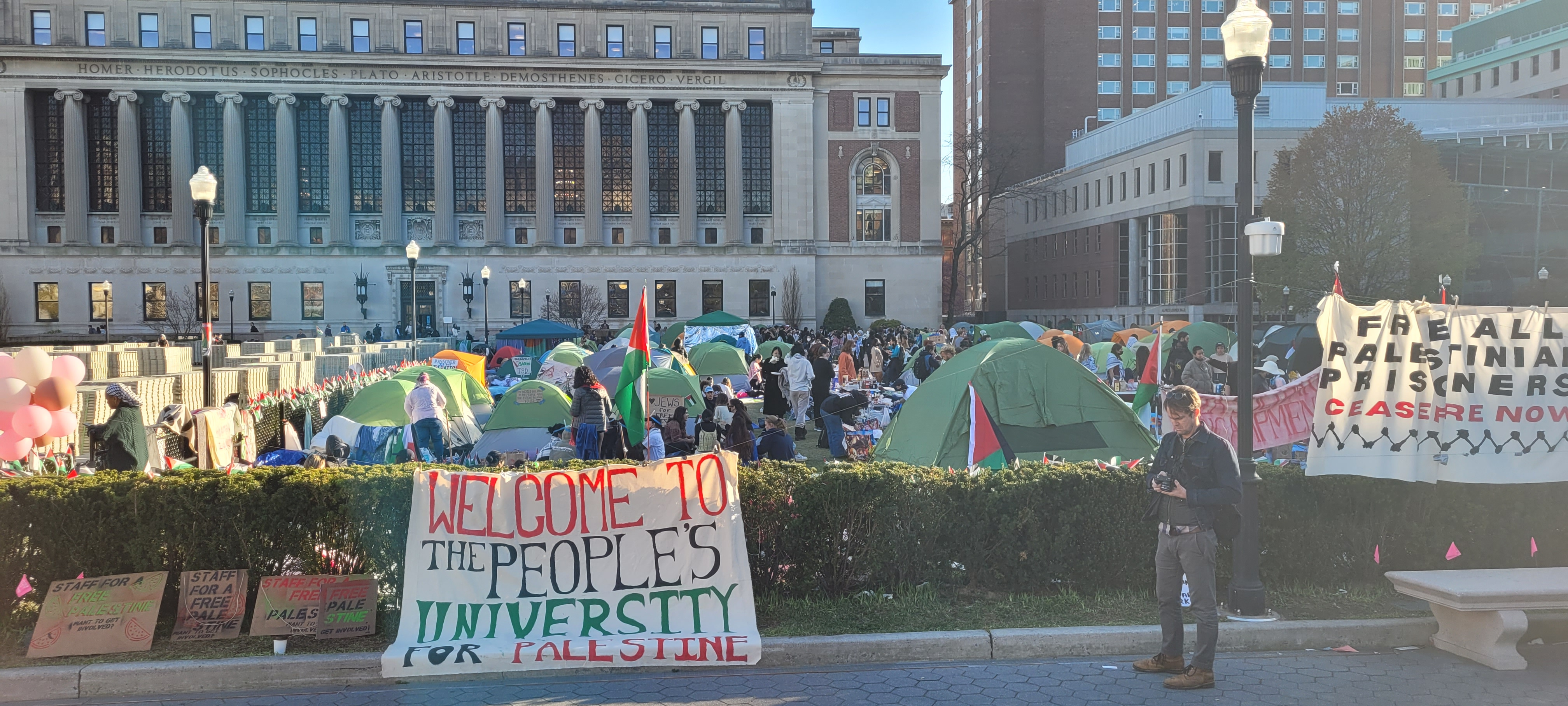
Acampamento na Universidade Columbia, em Nova Iorque, contra a Guerra em Gaza.

Após o crescimento nacional do Movimento Black Lives Matter, e mais intensamente após a eleição de Donald Trump em 2016, o movimento estudantil tem crescido novamente, com a presença de ativistas da chamada Alt-Right, como Milo Yiannopoulos, provocaram grandes protestos em algumas faculdades, com alguns deles cancelando as participações. Outras questões recentes incluem o ativismo antiguerra e a luta ambientalista. A Campus Antiwar Network ("Rede de Campi Anti-Guerra") e a refundação da SDS em 2006 são partes desses movimentos.
Na década de 2020, uma série de protestos nos campi universitários contra a guerra em Gaza se intensificaram em abril de 2024, após a prisão de manifestantes que estavam na ocupação da Universidade Columbia naquela que foi a primeira intervenção da Polícia de Nova Iorque na instituição desde 1968. Esses protestos de caráter antissionista, que incluíam marchas, manifestações em cerimônias e ocupações em campi, eram parte de manifestações gerais no país contra o conflito e levaram a uma série de consequências como suspensão, desalojamento e expulsão de estudantes, contra-protestos de apoiadores de Israel, repressão policial com a prisão de cerca de 3.100 manifestantes ou acordos que incluíam atender as demandas dos protestos, como o desinvestimento das universidades em instituições israelenses ou ligadas a Israel. Com a mudança do governo dos Estados Unidos e o retorno de Donald Trump, o presidente passou a ter as universidades como alvo, usando os protestos como argumento - para ele, as manifestações seriam antissemitas e as universidades não protegeram os estudantes judeus durante dos protestos - e ameaçou suspender o financiamento federal caso as instituições não atendessem uma série de demandas, que incluem medidas acerca dos protestos e de seus participantes. As ameaças também incluiam prisão e deportação de estudantes que participarem de protestos vistos como ilegais. Isso levou a novos protestos e também a respostas institucionais - enquanto Columbia atendeu algumas das exigências, o que gerou críticas da comunidade acadêmica, universidades como Harvard criticaram as demandas e reforçaram a manutenção de sua independência.

### Europa Oriental e países da ex-União Soviética

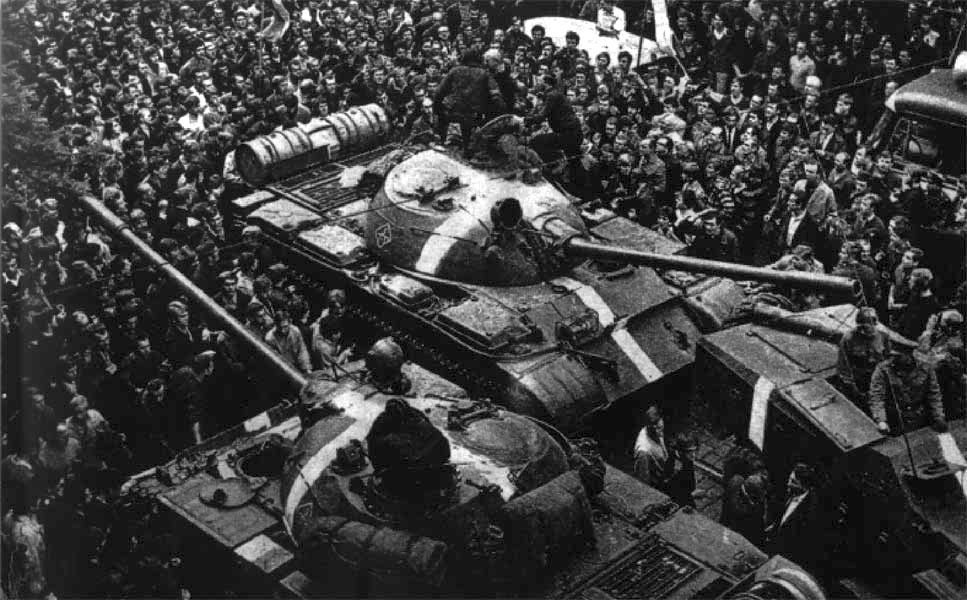
Cidadãos protestam contra a invasão soviética em Praga, na então Tchecoslováquia.

Durante os anos dos regimes comunistas, estudantes da Europa Oriental foram a força por trás de vários dos exemplos mais conhecidos de protesto.
A cadeia de eventos que levaram à Revolução Húngara de 1956 foi iniciada por manifestações de estudantes pacíficas nas ruas de Budapeste, atraindo mais trabalhadores e outros húngaros. Na Tchecoslováquia, um dos rostos mais conhecidos dos protestos após a invasão soviética que terminou a Primavera de Praga foi Jan Palach, um estudante que cometeu suicídio se incendiando em 16 de janeiro de 1969. O ato provocou um grande protesto contra a ocupação da URSS.

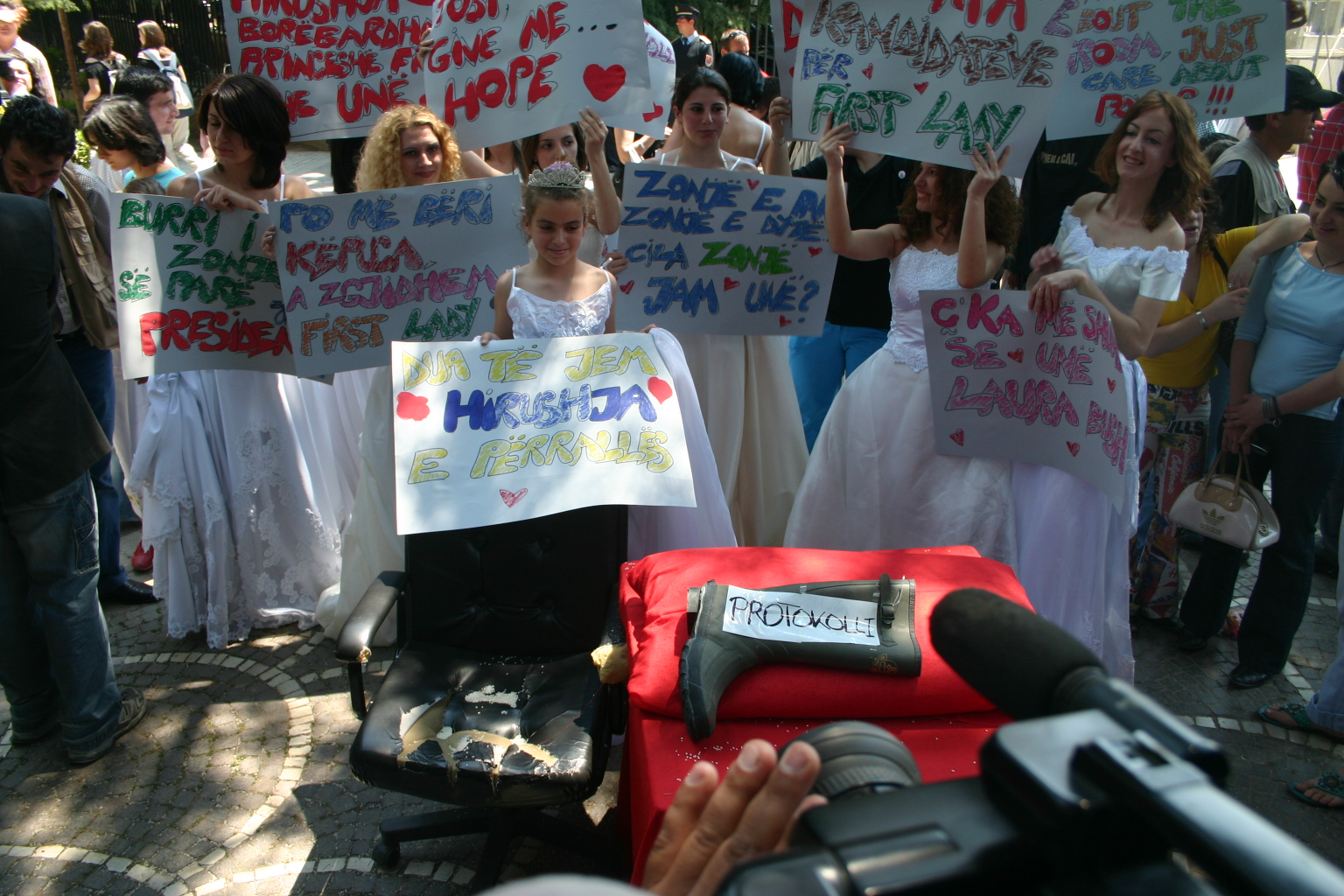
Protesto do MJAFT! na Albânia.

Os movimentos juvenis dominados por estudantes também desempenharam um papel central nas chamadas Revoluções Coloridas vistas nas sociedades pós-comunistas nos últimos anos. O primeiro exemplo disso foi, na Sérvia, o Otpor! ("Resistência!"), formada em outubro de 1998 como resposta às leis repressivas as universidade e a mídia que foram introduzidas naquele ano. Na campanha presidencial de setembro de 2000, a organização criou a campanha "Gotov je" ("Ele acabou") que simbolizou e reforçou o descontentamento sérvio com Slobodan Milošević, resultando em sua derrota.
Otpor! inspirou outros movimentos juvenis na Europa Oriental, como o Kmara na Geórgia, que desempenhou um papel importante na Revolução Rosa e o Pora na Ucrânia, que foi fundamental na organização das manifestações que levaram à Revolução Laranja. Como Otpor!, essas organizações têm, consequentemente, praticado resistência não violenta e usado humor para ridicularizar líderes autoritários. Movimentos semelhantes incluem KelKel no Quirguistão, Zubr na Bielorrússia e MJAFT!  na Albânia.
Os oponentes das Revoluções Coloridas acusaram as Fundações Soros e/ou governo dos Estados Unidos de apoiar e até mesmo planejar as revoluções para servir os interesses ocidentais. Os defensores das revoluções argumentaram que essas alegações são muito exageradas e que as revoluções eram eventos positivos, moralmente justificados, independentemente de o suporte ocidental ter influenciado ou não os eventos.

### Filipinas
O movimento estudantil nas Filipinas começou pelo tempo do regime de Ferdinando Marcos no final dos anos 1960 ou início dos anos 1970, durante a Lei Marcial. Até hoje, o ativismo estudantil continua por várias causas, como educação gratuita, corrupção no governo e execuções extrajudiciais.  Alguns grupos que lideram esses protestos são a League of Filipino Students (LFS, "Liga dos Estudantes Filipinos"), National Union of Students of the Philippines (NUSP, "União Nacional dos Estudantes das Filipinas"), a Anakpawis e o partido político Kabataan.

### França

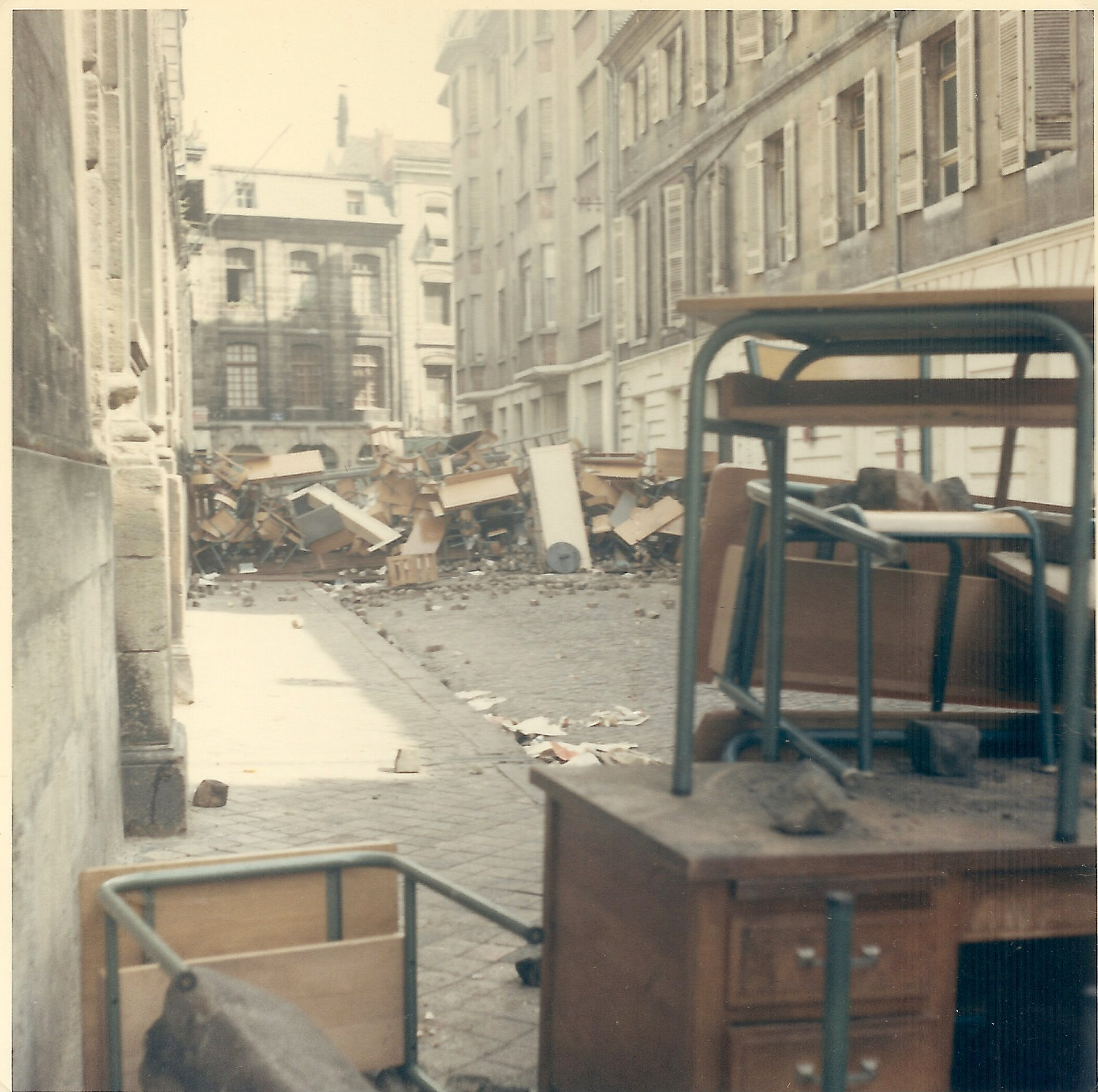
Barricadas em Bordeaux durante os eventos de maio de 1968.

Na França, o movimento estudantil têm influenciado na formação do debate público há séculos. Entretanto, os eventos de maio de 1968 são considerados os mais emblemáticos do ativismo estudantil francês. Na ocasião, a Universidade de Paris em Nanterre foi fechada devido a problemas entre os estudantes e a administração. Em protesto contra o encerramento e a expulsão dos estudantes de Nanterre, estudantes da Sorbonne em Paris iniciaram sua própria manifestação. A revolta cresceu e se transformou em uma insurreição nacional, a ponto de quase derrubar o governo francês.
Os eventos em Paris foram seguidos por protestos estudantis em todo o mundo, inspirando por exemplo, o movimento estudantil alemão que fez grandes manifestações contra a proposta das Leis de Emergência Alemãs. Em muitos países, os protestos dos estudantes fizeram com que as autoridades respondessem com violência. Na Espanha , manifestações estudantis contra a ditadura de Franco levaram a confrontos com a polícia. Uma manifestação de estudantes na Cidade do México terminou em repressão no que ficou conhecido como o massacre de Tlatelolco. Mesmo no Paquistão, os estudantes saíram às ruas para protestar contra as mudanças na política educacional, e no dia 7 de novembro, dois estudantes universitários morreram depois que a polícia abriu fogo em uma manifestação. As repercussões globais da insurreição francesa de 1968 continuaram em 1969 e até mesmo na década de 1970.

### Hong Kong

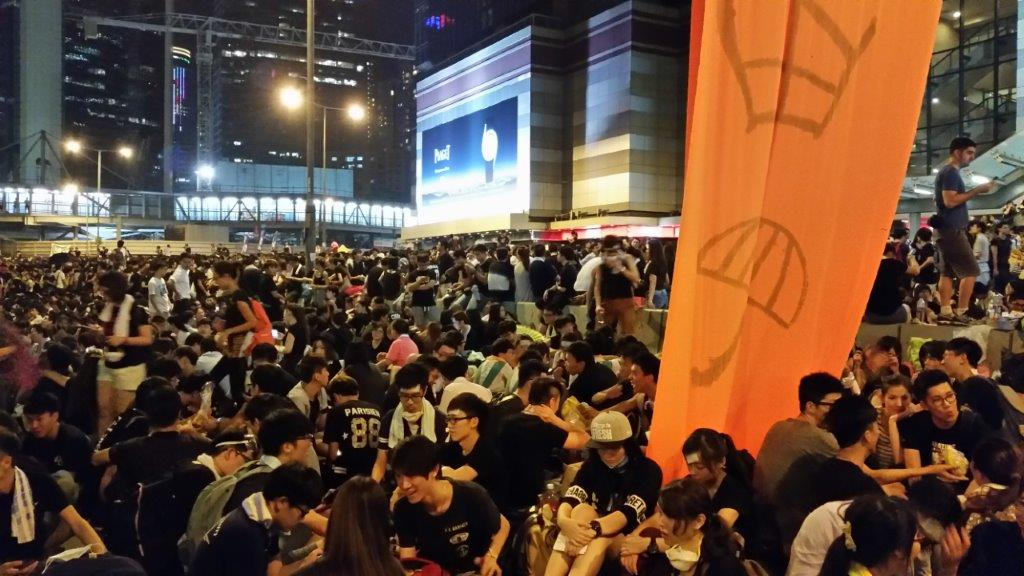
Protesto em Hong Kong, em 2014. Os guarda-chuvas se tornaram símbolos do movimento por serem usados contra os efeitos do gás lacrimogênio.

A organização estudantil Scholarism ocupou a sede do governo de Hong Kong em 30 de agosto de 2012. O objetivo do protesto foi, expressamente, forçar o governo a rever seus planos de introduzir a Educação Moral e Nacional como disciplina obrigatório. Em 1 de setembro, foi realizado um concerto aberto como parte do protesto, com a presença de 40 mil pessoas. O governo acabou cedendo as reivindicações.
As organizações estudantis desempenharam papéis importantes durante a Revolução dos Guarda-chuvas. A Assembleia Popular Nacional de Pequim (NPCSC) tomou decisões sobre a política de Hong Kong em 31 de agosto de 2014, na qual o Comitê de Nomeações controlaria a nomeação do candidato a Chefe do Executivo, o que na prática significaria que os candidatos que não fossem pró-Pequim não teriam mais chances de serem nomeados. A Federação de Estudantes e o Scholarism lideraram uma greve contra a decisão do NPCSC a partir de 22 de setembro de 2014 e começaram a protestar fora da sede do governo em 26 de setembro de 2014.  Após a prisão de estudantes, em 28 de setembro o movimento Occupy Central with Love and Peace anunciou o início de sua campanha de desobediência civil. Estudantes e populares protestaram fora da sede do governo, e começaram a ocupar várias vias importantes da cidade.
Os protestos de 2014 acabaram inspirando, por exemplo, os de 2019, que iniciaram por motivos similares - políticas pró-Pequim - e usam parte da simbologia de 2014, como os guarda-chuvas.

### Israel

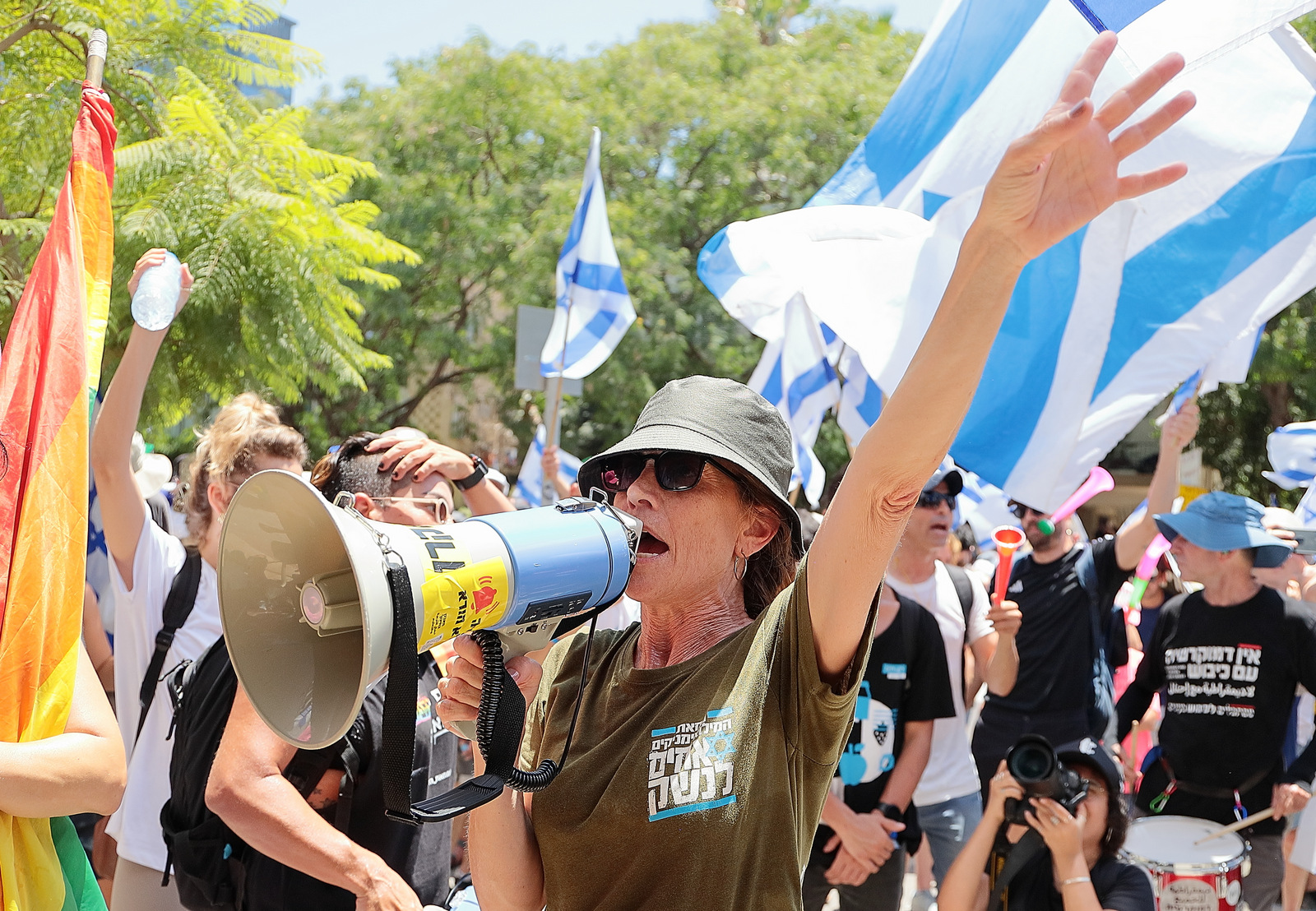
Em 2023, Israel passou por vários meses de protestos após uma proposta de mudança judicial, que segundo os manifestantes poderia levar a uma concentração de poderes no Executivo e diminuir a força do sistema de freios e contrapesos.

Em 2011, os estudantes estavam entre as principais grupos do "protesto social" ou "protestos por justiça social" que irromperam no país contra o governo do primeiro-ministro Benjamin Netanyahu. Os protestos pediam justiça social, em especial nas questões de habitação e em defesa da educação e da saúde públicas, e por isso foram chamados também, entre outros nomes, de protestos da habitação, protestos do custo da vida ou protesto da classe média.
O ativismo estudantil também estava presente nos protestos de 2023 contra as mudanças propostas pelo executivo no judiciário de Israel, com manifestações em diversas universidades a revelia da posição da União Nacional de Estudantes Israelenses (NUIS, התאחדות הסטודנטים בישראל), principal organização estudantil do país, que preferiu se manter neutra. Prisões de estudantes chegaram a ser feitas na Universidade Hebraica de Jerusalém, e um grupo estudantil divulgou uma carta aberta se recusando a servir nas Forças de Defesa - o que é obrigatório por lei e também moralmente no país - em protesto contra as mudanças judiciárias e a servir na Cisjordânia ocupada pelas colônias israelenses. Essas manifestações, que começaram em janeiro, seguiram até o terceiro trimestre, mas acabaram cessando após os ataques de 7 de outubro e a consequente resposta militar israelense. A reforma judicial acabou sendo barrada pela Suprema Corte em 2024. O governo de Netanyahu, no entanto, segue pressionado, com novos protestos focados agora na trégua da guerra para poder trazer de volta os reféns ainda em Gaza.

### México

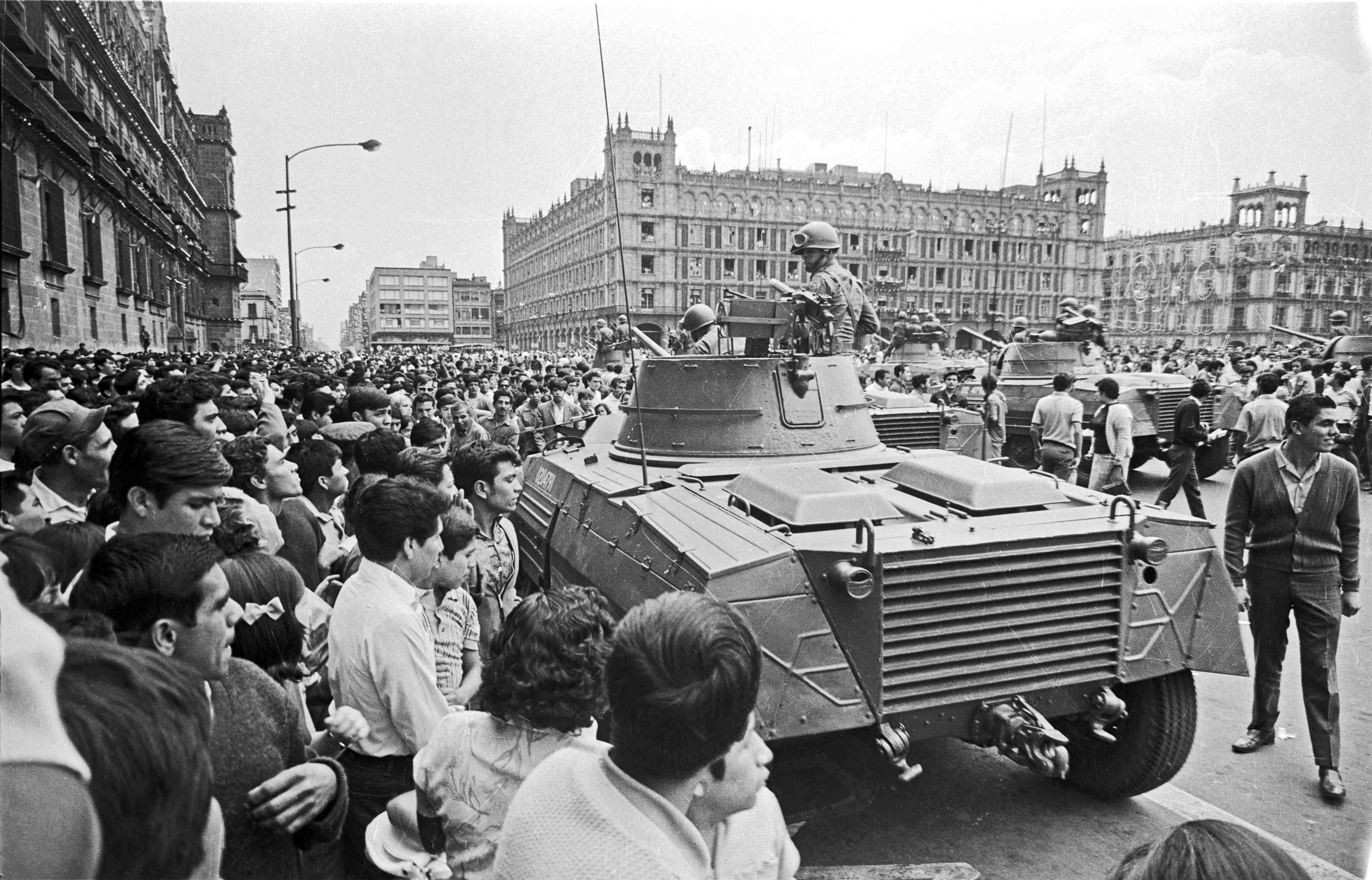
Protestos no México em 1968.

Durante os protestos de 1968, o governo mexicano matou entre 30 a 300 estudantes e manifestantes civis no Massacre de Tlatelolco, que aconteceu no 2 de outubro de 1968, na Praça das Três Culturas, em Tlatelolco, Cidade do México. Esse evento é considerado parte da Guerra Suja no México, quando o governo usou suas forças para suprimir a oposição política. O massacre ocorreu apenas 10 dias antes da abertura dos Jogos Olímpicos de Verão de 1968, sediados na capital mexicana.

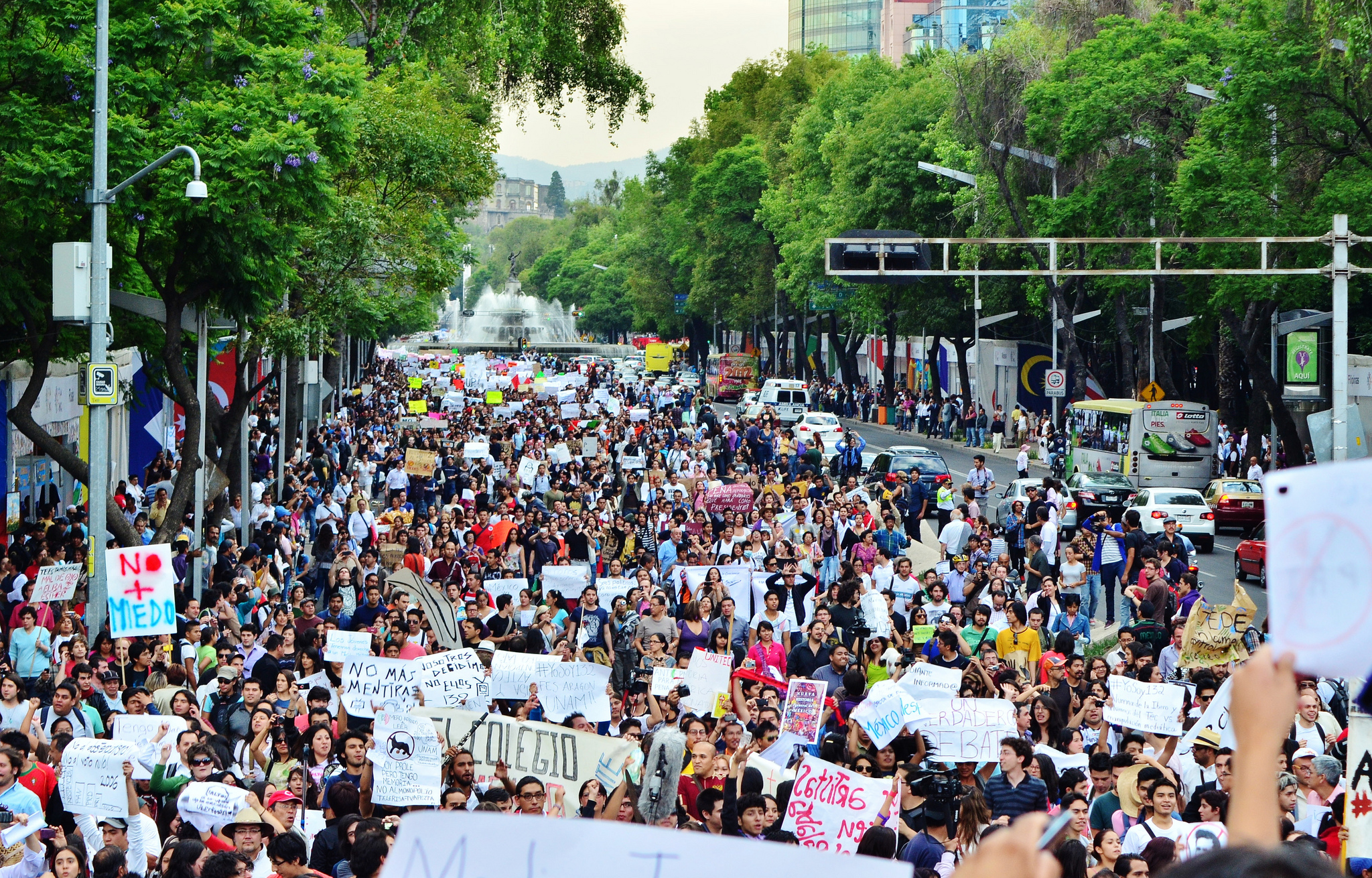
Marcha do movimento estudantil Yo Soy 132, na Cidade do México.

Os movimentos estudantis mais recentes incluem Yo Soy 132 em 2012. Yo Soy 132 foi um movimento social composto pela maioria dos estudantes universitários mexicanos de universidades privadas e públicas com apoiadores em cerca de 50 cidades ao redor do mundo. Começou como oposição ao então candidato do Partido Revolucionário Institucional (PRI), Enrique Peña Nieto e a cobertura da mídia mexicana nas eleições gerais de 2012.  O nome Yo Soy 132 ("Eu sou 132") originou-se em uma expressão de solidariedade com os 131 que participaram do protesto original. A frase inspirou-se no movimento Occupy e no movimento espanhol de 15-M.  O movimento de protesto foi autoproclamado como a "Primavera mexicana", em alusão à Primavera Árabe.
Em 2014, após o sequestro em massa de Iguala, os estudantes saíram as ruas em protesto e revolta. Através das mídias sociais, hashtags como #TodosSomosAyotzinapa se espalharam e a população revoltada com o massacre fez o presidente Enrique Peña Nieto enfrentar a sua pior crise.

### Portugal
Em Portugal, o movimento estudantil se fez presente em vários formatos em ocasiões. Ainda no século XIX, a Geração de 70, composta por Antero de Quental, Eça de Queiroz, Oliveira Martins, entre outros, era formada por estudantes de Coimbra.
Em 1921, estudantes da Universidade de Coimbra protestaram por melhores condições, especialmente nas instalações destinadas a eles, que era bem reduzido em relação ao dos professores. Durante o protesto, no dia 25 de novembro os estudantes ocuparam o Clube dos Lentes, símbolo do poder e da tradição universitária, que por isso era apelidado de “Bastilha”. Desde então, tal qual na França, os aniversários da “Tomada da Bastilha” e os seus aniversários passaram a ser comemorado: era o Dia do Estudante.
O dia do estudante em Portugal permaneceu nessa data até 1961. Nesse ano as comemorações do 25 de Novembro reuniram em Coimbra estudantes de todo o país. Protestos contra a Guerra Colonial Portuguesa durante uma marcha pela cidade levaram a prisões, indignando o país. Nesse clima tenso, no início de 1962 foram realizaram vários encontros que deram origem a um Secretariado Nacional de Estudantes Portugueses e à realização, em Coimbra, do primeiro Encontro Nacional de Estudantes. O governo instauração de processos disciplinares e suspende os estudantes. Os estudantes de Coimbra responderam com o luto académico e a greve estudantil.
Em Lisboa, os estudantes pretendiam comemorar o Dia do Estudante no fim de março. E, mesmo sem autorização do Ministério da Educação, as comemorações iniciaram-se a 24 de Março de 1962. O regime começa a repressão quando as comemorações começam no dia marcado, com a Cidade Universitária invadida pela polícia e estudantes sendo espancados e presos, causando lá também o luto académico e a greve.
A Crise Académica de 1962 continuou até ao fim desse ano lectivo, com o reitor da Universidade de Lisboa, que tentou mediar uma solução, se demitindo, e os estudantes continuando a greve com confrontos entre estudantes e polícia em Lisboa, Porto e Coimbra se repetindo. Novas leis foram impostas e estudantes foram suspensos e presos. Por essa luta, foi fixado em 1987 o Dia do Estudante no dia 24 de Março.
Ainda na década de 1960, os ano de 1965 e 1969 tiveram grande movimentação estudantil. Em Janeiro de 1965, cerca de 50 estudantes foram detidos pela PIDE acusados de  pertencerem ao PCP. Meses de protesto tiveram a exclusão de 53 alunos de todas as universidades do país e a suspensão de mais de 100 estudantes. Com uma certa similaridade, tanto na época como em alguns temas, com o Maio de 1968 na França, a Crise Estudantil de 1969 provocou a demissão do ministro da educação, a mudança de reitor de Coimbra e o envio de estudantes para a guerra colonial. Em Coimbra, os estudantes saíam as rua mais uma vez em luto académico, em solidariedade com os colegas detidos. É creditada a crise parte da mudança de mentalidade das pessoas em relação ao regime e a intensificação da sua oposição, que futuramente levaria a Revolução dos Cravos.

### Reino Unido

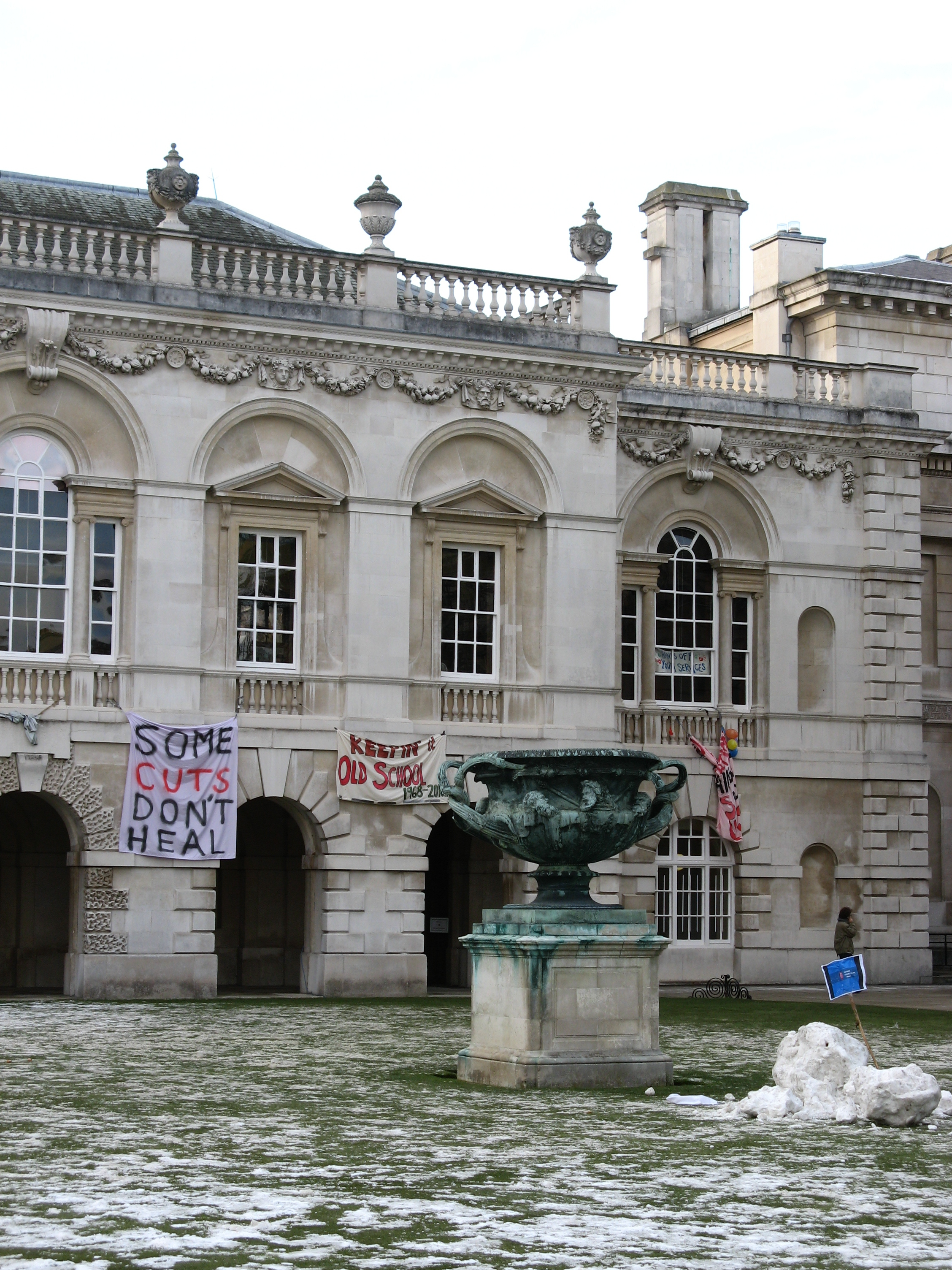
Ocupação estudantil na Universidade de Cambridge, em 2010.

O movimento estudantil existe no Reino Unido desde a década de 1880 com a formação dos conselhos de representação estudantil, precursores de organizações destinados a apresentar os interesses dos estudantes. Estes mais tarde evoluíram para as Uniões, muitos dos quais se tornaram parte da National Union of Students (NUS, "União Nacional dos Estudantes") formada em 1921. No entanto, o NUS foi projetado para ser especificamente fora de "interesses políticos e religiosos", reduzindo sua importância como centro do movimento estudantil. Durante a década de 1930, os alunos começaram a se envolver mais politicamente com a formação de muitas sociedades socialistas em universidades, desde social-democrata até marxista-leninista e trotskista, levando até o comunista Brian Simon a se tornar líder do NUS.
No entanto, não foi até a década de 1960 que o movimento estudantil tornou-se importante nas universidades britânicas. Lá, como muitos outros países, a guerra do Vietnã e as questões de racismo tornaram-se um foco para muitas outras frustrações locais, como taxas e representação de estudantes. Em 1962, realizou-se o primeiro protesto estudantil contra a Guerra do Vietnã, com a CND.  Em 1965, um protesto estudantil de 250 estudantes foi realizado fora da embaixada americana em Edimburgo, marcando o início dos protestos contra a guerra do Vietnã na praça Grovesnor.  Também aconteceu o primeiro grande teach-in britânico - espécie de fórum temático, comum nos EUA - em 1965, onde os estudantes debateram a Guerra do Vietnã e os meios alternativos de protesto não violentos na London School of Economics, patrocinado pela Oxford Union Society.
Em 1966, formaram-se a Radical Student Alliance e a Vietnam Solidarity Campaign, que se tornaram âncoras para o movimento de protesto.  No entanto, a primeira sessão de estudantes foi realizada na London School of Economics em 1967 pela NUS sobre a suspensão de dois estudantes. Após o sucesso desta reunião, uma reunião nacional de estudantes com mais de 100.000 participantes realizadas no mesmo ano é considerada o início do movimento na Grã-Bretenha.  Entre as várias ações realizadas pelo movimento estudantil britânico nesse período houve um protesto de até 80 mil pessoas na Praça Grosvenor, protestos e ocupações anti-racistas em Newcastle, a quebra de portões de controle de motim e encerramento forçado da London School of Economics e Jack Straw se tornando líder do NUS. No entanto, muitos protestos foram sobre questões mais locais, como a representação dos estudantes na governança da faculdade, melhor alojamento, taxas mais baixas ou mesmo preços da cantina.

Os protestos estudantis voltaram com força em 2010 durante o mandato de David Cameron, lutando pela queda de taxas, contra cortes no financiamento do ensino superior e retirada do Subsídio de Manutenção Educacional.

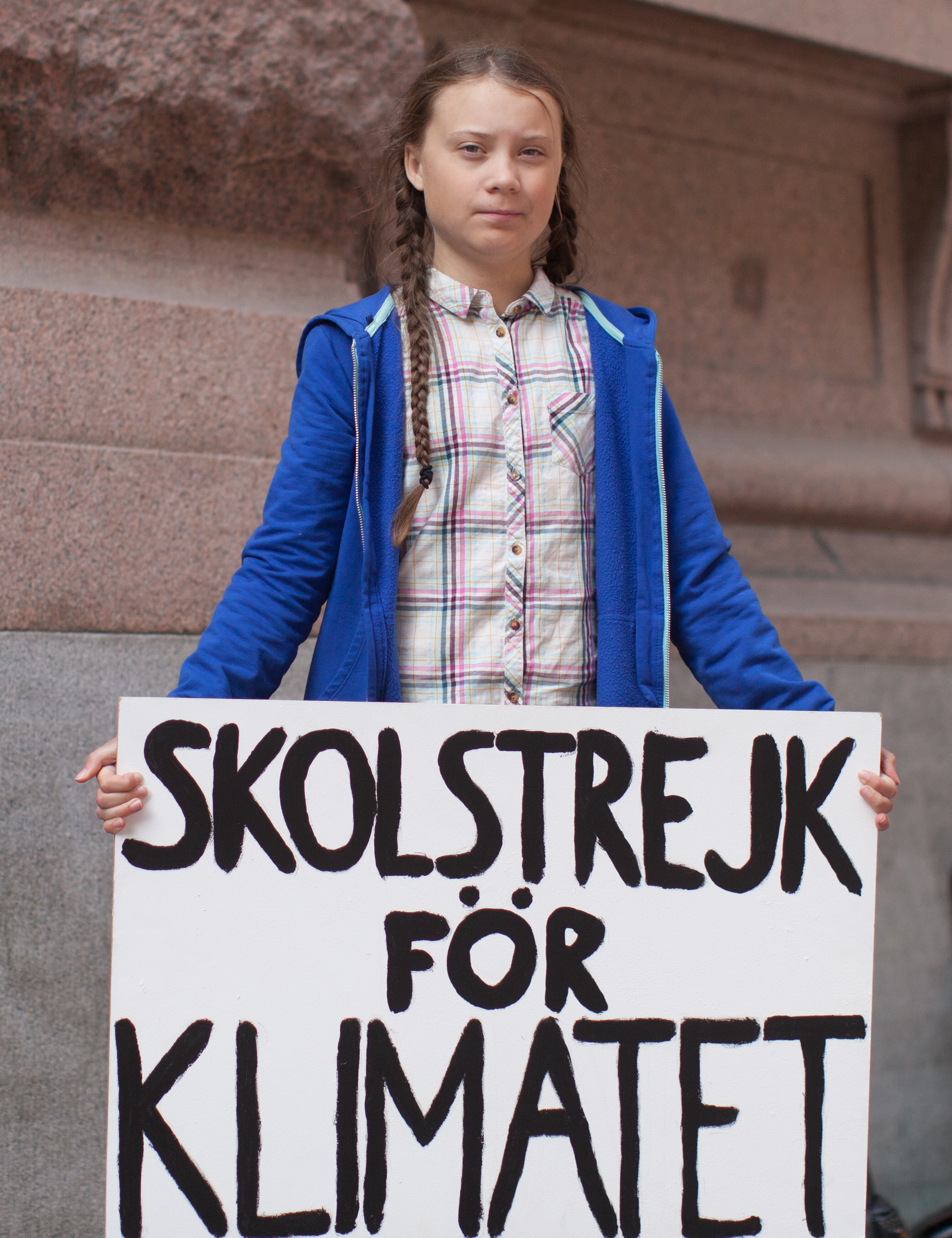
Greta Thunberg segurando uma placa onde se lê em sueco "Greves escolares pelo clima"

### Suécia
Em 2018, a estudante Greta Thunberg chamou a atenção internacional quando começou a faltar às aulas para protestar diante do parlamento sueco contra as mudanças climáticas. O protesto viralizou e rapidamente se tornou um movimento internacional de estudantes. Em 15 de março de 2019, estudantes de mais de 130 países deixaram a escola para a greve climática global, que se repetiu em 24 de Maio de 2019, e em 20 de setembro de 2019 uma greve climática global foi convocada.

### Uganda
Uganda tem a segunda população mais jovem do mundo, com um número crescente de estudantes universitários buscando melhores oportunidades de emprego. Nos últimos 100 anos, desde o estabelecimento da primeira universidade no país, esses estudantes foram especialmente envolvidos politicamente. A estrutura do sistema de governo da universidade incentiva a ação política, pois as posições de liderança estudantil são vistas como extensões das eleições e partidos do governo. Durante o colonialismo britânico e a independência, os estudantes tiveram um papel crucial em protestar contra a liderança do governo, com sucesso variado.